# Arquitectura rupestre

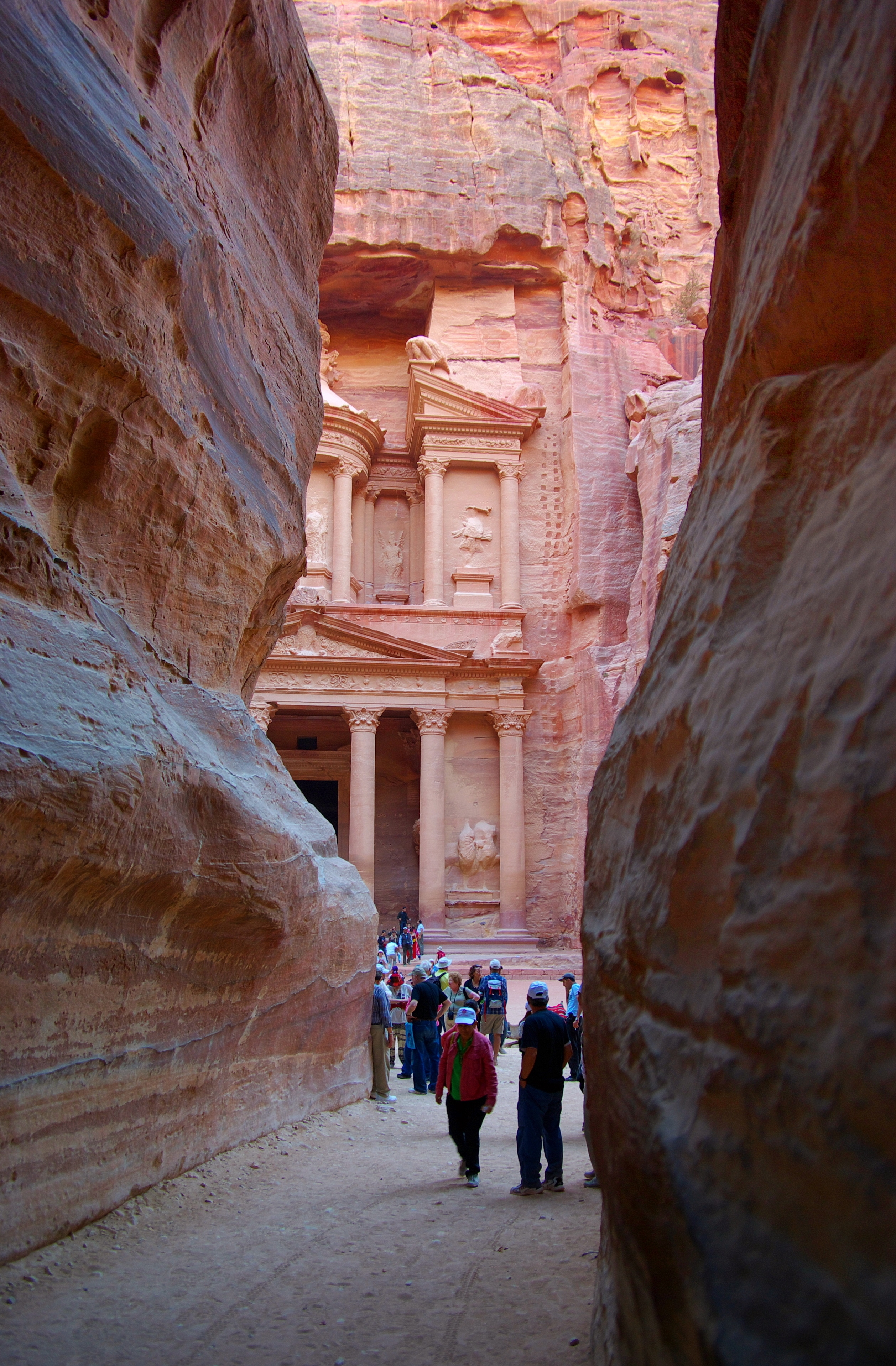
Jazneh Firaum o 'Tresor del faraó' al complex de Petra, Jordània

Es denomina arquitectura rupestre (del llatí rupes, 'roca'), les construccions excavades o esculpides en coves, grutes o parets rocoses, per les civilitzacions antigues.
Tot i que en sentit estricte el terme rupestre està lligat a les operacions en pedra o roca, l'arquitectura rupestre s'emparenta amb aquelles arquitectures produïdes per substracció (en contraposició a les arquitectures creades per addició o "construïdes"), motiu pel qual no és estrany veure aquest terme associat a les anomenades arquitectures excavades, subterrànies o troglodítiques.
Les arquitectures excavades en roca han sorgit arreu del món amb usos tan variats com ciutats, cases, aljubs, sitges, temples o tombes. Les primeres manifestacions se'n remunten a la prehistòria, i mantenen una producció significativa fins a l'edat mitjana.
L'arquitectura rupestre sorgeix en aquelles zones on abunda la pedra tova, com el cas del tuf volcànic (Capadòcia, Turquia), el gres (Petra, Jordània; o les ciutats Anasazi als Estats Units), o també fins i tot la pedra calcària o basàltica. En terrenys més disgregats també han sorgit sovint arquitectures excavades o enterrades, especialment en climes molt càlids, a la recerca d'ambients més frescos per a l'habitatge, i amb més freqüència encara com a magatzem d'aliments. Aquestes últimes arquitectures, però, com que no estan excavades en roca pura, necessiten una subestructura o algun tipus de parament o material separador o sustentador del terreny, és a dir, com que estan construïdes en lloc d'esculpides, no pertanyen estrictament a l'àmbit rupestre.
També se sol englobar dins de l'arquitectura rupestre l'anomenada arquitectura monolítica, terme utilitzat per a designar les obres d'arquitectura resultants del tallat d'una única pedra, a manera d'escultures habitables.
Algunes obres rupestres han estat qualificades com a Patrimoni de la Humanitat per la UNESCO: com ara Hal Saflieni, Cerveteri i Tarquínia, Bamian, Göreme, Ivànovo, Gueghard, Longmen, Yungang, Ajantā, Ellora o Fort de Samaipata (considerat la major obra d'arquitectura rupestre del món).

## Història

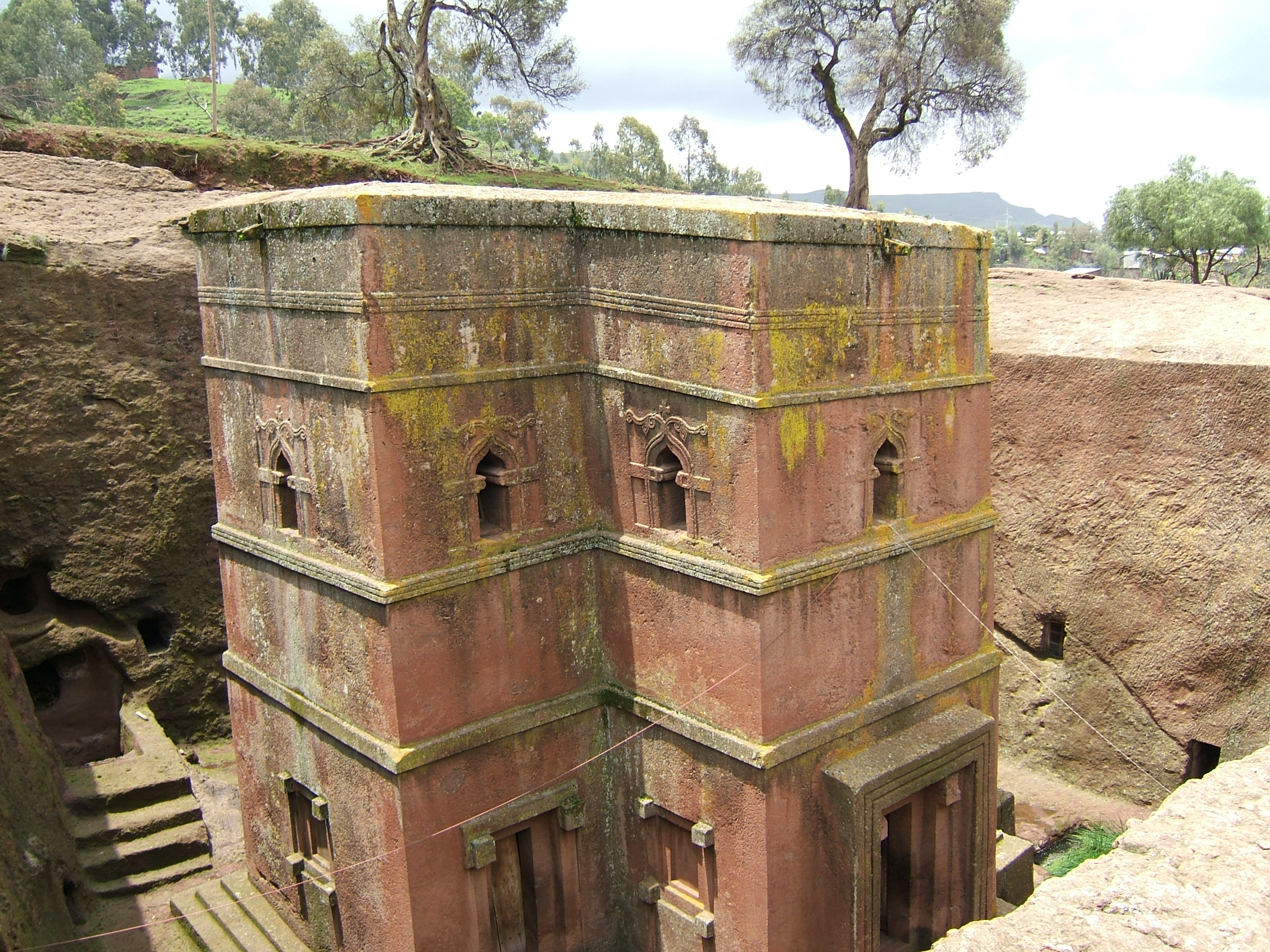
Església Bet Ghiorgis, a Lalibela, Etiòpia

Encara que des dels seus inicis l'ésser humà va aprofitar el refugi ofert per coves i grutes, i adornà les parets amb tota mena de gravats i pintures rupestres, no es pot parlar estrictament d'arquitectura fins que l'espai rocós fou sensiblement modelat o directament creat per la mà humana. Aquest procés s'anomena a voltes "trogloditisme artificial", i hagué d'esperar fins al desenvolupament de les eines de metall, en concret a metal·lúrgia del ferro. Sovint les intervencions humanes sobre l'entorn natural es feren tant per addició (construcció) com per substracció (excavació o esculpit), segons les cultures.
Malgrat que hi ha hipogeus realitzats per cultures prehistòriques, com el d'Hal Saflieni, a Malta (3000-2500 ae) o les necròpolis etrusques de Cerveteri i Tarquínia, les primeres civilitzacions amb exemples notables d'arquitectura rupestre foren els egipcis i els hitites, la influència dels quals s'estendria durant els segles següents, especialment a la península d'Anatòlia (actual Turquia) i als territoris circumdants. En tot cas, les primeres obres tingueren propòsits funeraris, i s'ampliaren amb el temps a finalitats religioses. Entre els primers hipogeus egipcis figura la necròpoli de Banu Hassan, entre els segles xxi i xvii aC, que tindria segles després un reflex més imponent a la Vall dels Reis. És un fet notori que aquest costum tingués un reflex semblant en la cultura xinesa, dos mil anys més tard. Igual que succeí a Egipte, la construcció de piràmides a la Xina, iniciada al s. III de, derivà en la construcció d'hipogeus a partir del s. VI. La historiografia presenta motius diferents per a aquest mateix patró. Mentre en el cas egipci el canvi s'atribueix al desig dels faraons d'ocultar les tombes per protegir-les del saqueig, en el cas xinés s'addueix la incapacitat econòmica per seguir pagant unes obres tan ambicioses. Els emperadors xinesos haurien buscat "piràmides naturals" ja existents que pogueren rivalitzar en grandària amb les piràmides dels seus predecessors. Aquesta pràctica va generar els anomenats "Monts tomba". Tant en el cas egipci com en el xinés, aquests llocs esdevingueren sagrats.
Per les seues característiques de longevitat, l'arquitectura rupestre s'ha emprat especialment amb finalitat religiosa, ja siga en forma de tombes o temples. A l'Orient aquestes arquitectures excavades són més pròpies del sud d'Àsia, nascudes com a allotjament d'ascetes, i més tard com a temples. El nord d'Àsia, per contra, es caracteritza més per l'aprofitament de coves naturals. L'Índia és l'estat oriental amb més exemples d'arquitectura rupestre, realitzada primer per budistes, després per hinduistes i finalment per jainistes.
A l'Europa de l'Est i l'Àsia central, aquesta arquitectura excavada adoptà sobretot la forma de temples i monestirs, erigits de l'antiguitat a l'edat mitjana. La religió cristiana ha generat multitud d'esglésies i ermites rupestres en estats tan distants com l'espanyol, Turquia o Etiòpia. Només a la regió de Capadòcia (Turquia) s'han registrat més de 400 esglésies d'aquest tipus. En molts casos aquestes obres es produeixen per l'ampliació d'alguna cova natural habitada per ermitans, com ara l'església de Sant Joan d'Aubeterre (França).
També s'han donat, però, importants exemples d'arquitectura excavada amb finalitats civils. Encara que els habitatges i recers excavats en roca, amb més o menys nivell d'elaboració, estan presents en la pràctica totalitat del globus, i especialment als països de la conca mediterrània, les agrupacions organitzades d'habitatges —que arriben fins i tot a constituir-se en ciutats completes— no són tan comunes. Els casos més característics se'n troben al nord de la Xina, en la tipologia d'habitatge Yaodong; a Amèrica del Nord en els assentaments de la tribu Anasazi, i a la regió de Capadòcia a Turquia en diverses ciutats subterrànies, com la de Kaymakli. Tret del cas xinés, la motivació d'aquesta arquitectura era purament defensiva, que també enclou manifestacions més tardanes en diversos castells medievals, amb particular incidència a Centreeuropa (els anomenats Höhlenburg o Grottenburg).
Malgrat que la cultura rupestre se sol associar a civilitzacions primitives, també n'hi ha exemples més moderns, com el cas de la construcció feixista de la Vall dels Caiguts (Espanya), creada després del colp d'estat de 1936.

## Característiques

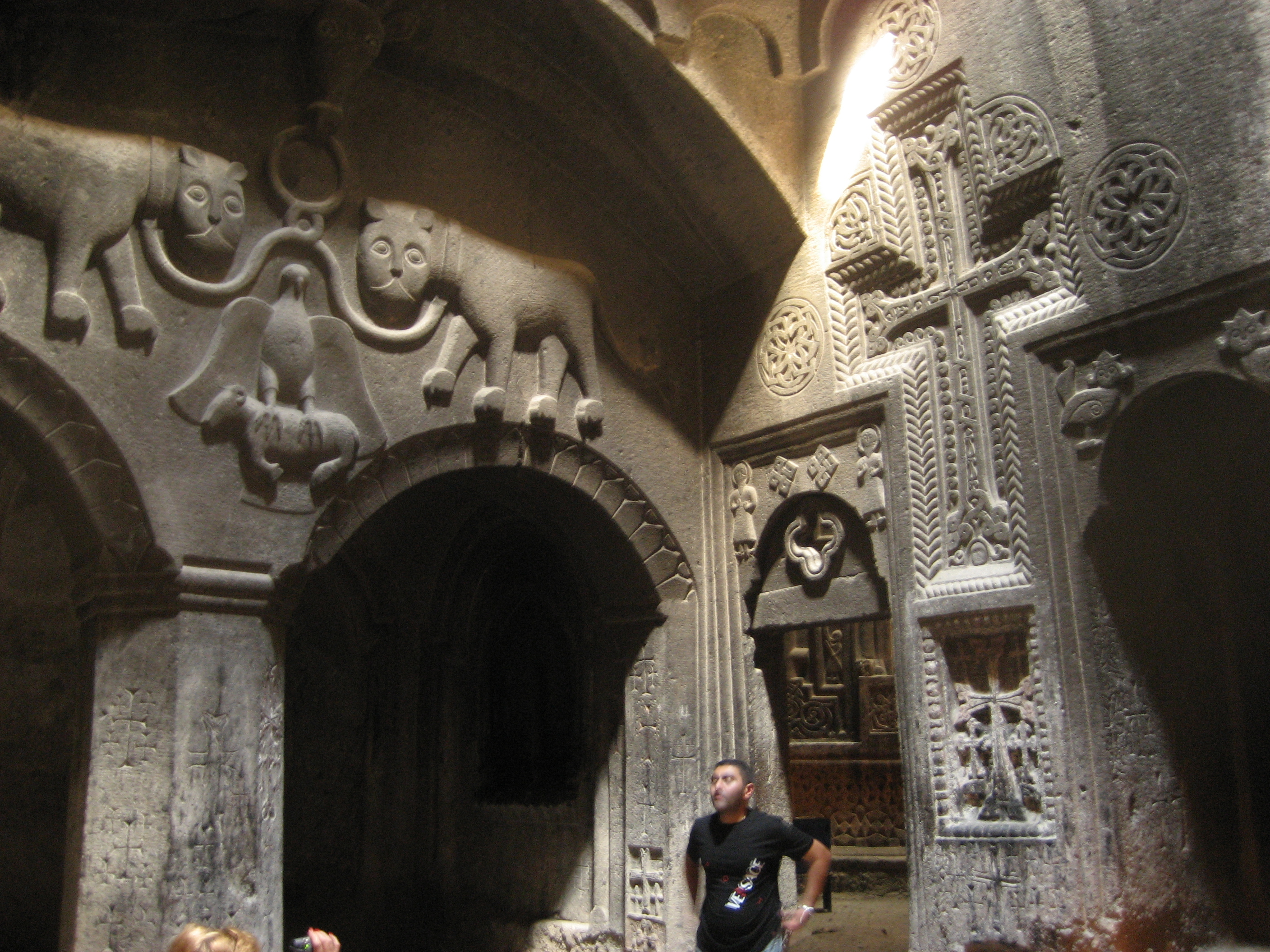
Alt relleus al monestir de la Llança (Armènia)

Per la seua naturalesa, l'arquitectura rupestre està íntimament relacionada amb l'escultura, i a voltes resulta impossible establir una frontera entre ambdues branques. Entre les característiques més significatives de l'arquitectura excavada cal destacar el menor impacte de les limitacions estructurals. En ser una peça monolítica, les arquitectures esculpides assoleixen llums impossibles d'aconseguir d'una altra manera amb els materials disponibles en la seua època. N'és una prova el fet que aquesta mena d'edificis es començaven de dalt a baix i no a l'inrevés, com ocorre en l'arquitectura "construïda" o convencional. Aquest fet es palesa en diverses obres inconcluses trobades a Petra (Jordània) i a la ciutat de Mides, on la part inacabada és sempre la inferior. Aquesta característica s'ha justificat per la conveniència d'evitar que la roca despresa pogués danyar les parts inferiors o els treballadors.
A causa de la gran quantitat de llocs i cultures en què s'ha donat la construcció rupestre, n'hi ha una gran varietat d'estils. És, però, un fet destacable que, en general, s'imita l'estil arquitectònic de l'època, i fins i tot s'hi reprodueixen detalls constructius d'altres tècniques i materials. En els aspectes decoratius, hi apareix el baix relleu i alt relleu com les superfícies arrebossades i policromades.

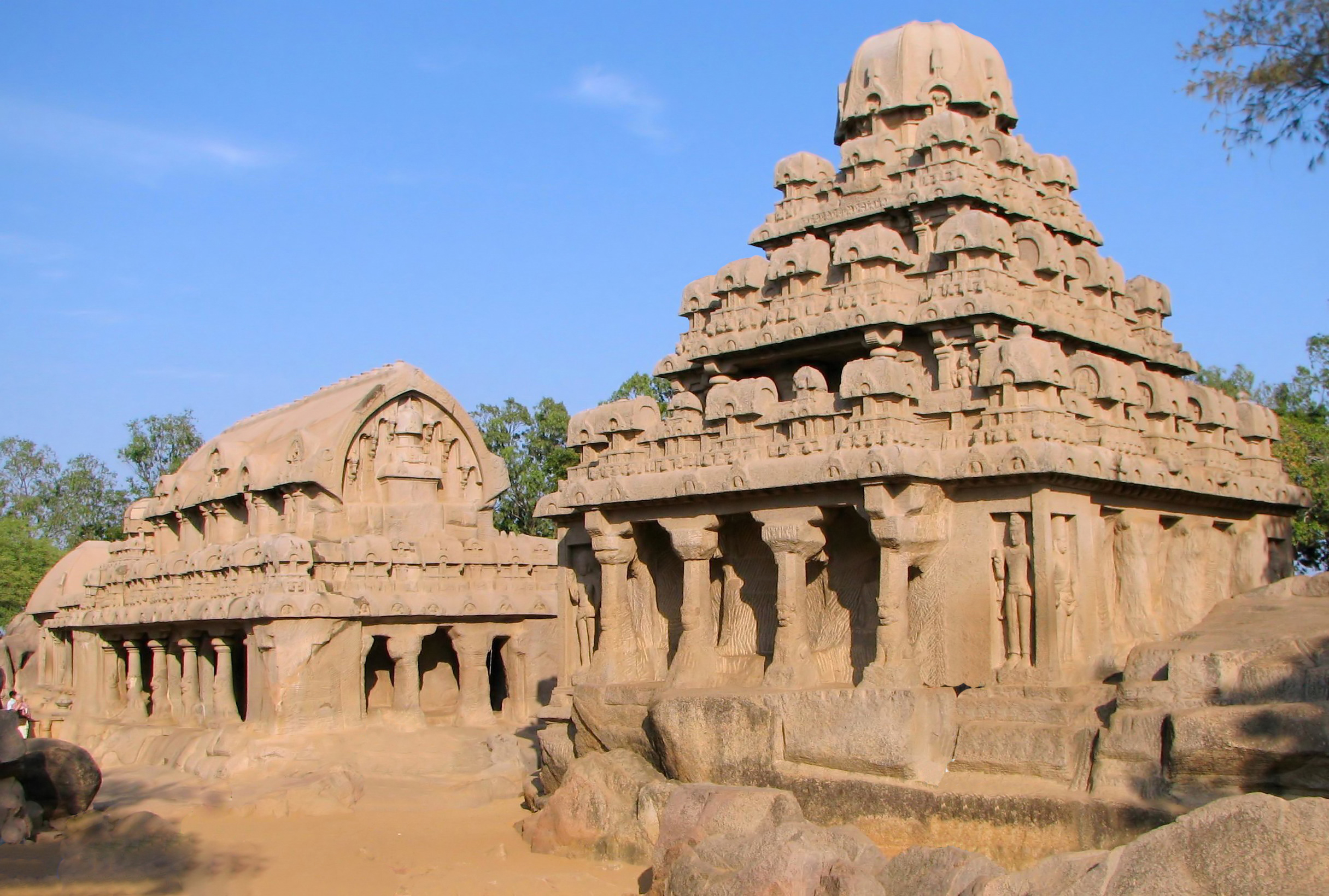
Temples monolítics a Pancha Rathas (Índia)

Un cas particular d'arquitectura rupestre és el de l'anomenada arquitectura monolítica, que es pot entendre com el negatiu de l'arquitectura rupestre habitual. En aquesta variant, en lloc de perforar l'interior d'una muntanya per crear un espai, el que s'elimina és l'exterior, en un procés idèntic al modelatge d'una escultura, deixant un edifici habitable literalment esculpit a partir d'una roca. Tots els exemples coneguts d'arquitectura monolítica tenen finalitat religiosa. Alguns dels exemples més notables se'n troben a Ellora i Pancha Rathas (Índia), i a Lalibela (Etiòpia). A Amèrica se'n coneix un únic cas, anomenat Cuauhcalli. Es troba a la ciutat de Malinalco (Mèxic), i data de l'època precolombina.

### Estructures semirupestres
Hi ha també arquitectura semirupestre, creada conjuntament per excavació i per construcció: s'edifica a l'empara d'una muntanya, normalment aprofitant o tancant coves ja existents. Aquest tipus d'edificis, utilitzats sobretot amb finalitat defensiva o com a temples, o com ambdues coses, s'han donat també en diferents cultures.
En l'edat mitjana les fortaleses defensives semirupestres eren relativament comunes a Centreeuropa, i en destaquen les regions del Tirol i Baviera. En alemany reben el nom d'Höhlenburg o Grottenburg, segons hi predomini la construcció o l'excavació, respectivament. Exemples notables en són el castell de Stein a Alemanya (segle xii) o el castell Kropfenstein a Suïssa (segle xiv).
A Grècia són coneguts els Meteora, una escarpada zona rocosa amb presència d'ermitans que habiten fissures i buits, i al segle xiv passaren a habitar-ne les zones altes.
A Àsia aquestes construccions tingueren un ús eminentment religiós. A Sri Lanka és famós el complex palatí de Sigiriya, datat del s. V, i les coves temple de Dambulla. A Bhutan destaca el monestir de Taktshang, del segle xvii.
A Amèrica del Nord aquesta arquitectura mixta té una coneguda representació en els pobles de la cultura Anasazi.
Com a exemple de casos limítrofs, on s'aprofita una cova però l'edifici s'executa gairebé enterament per construcció, se'n pot esmentar el castell de Predjama, Eslovènia.

En l'arquitectura moderna també es donen alguns casos d'arquitectures semirupestres, tot i que són molt infreqüents per l'elevat cost d'excavar i retirar la pedra. N'és un exemple l'església de Temppeliaukio, Finlàndia.

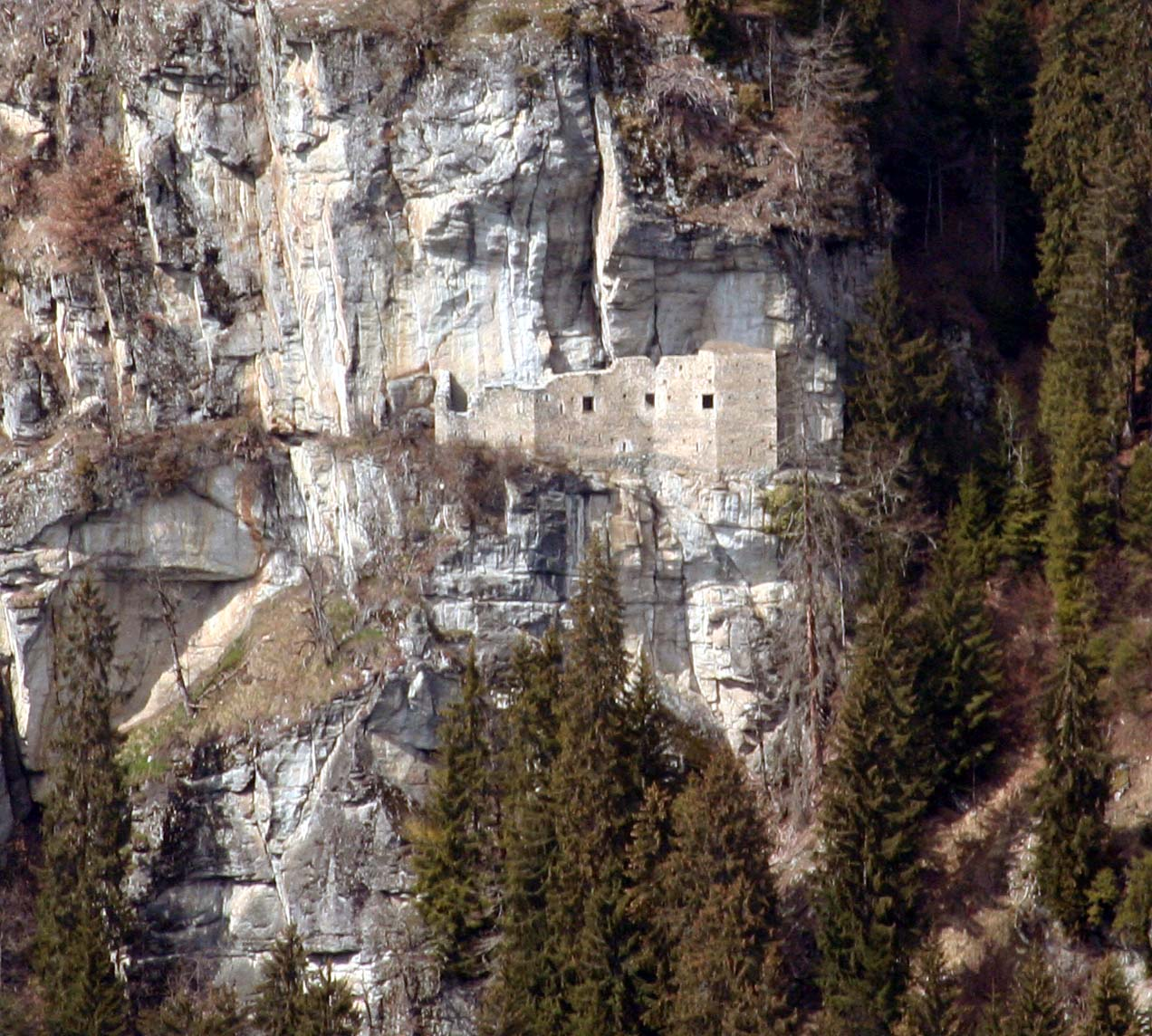
Castell Kropfenstein, a Suïssa
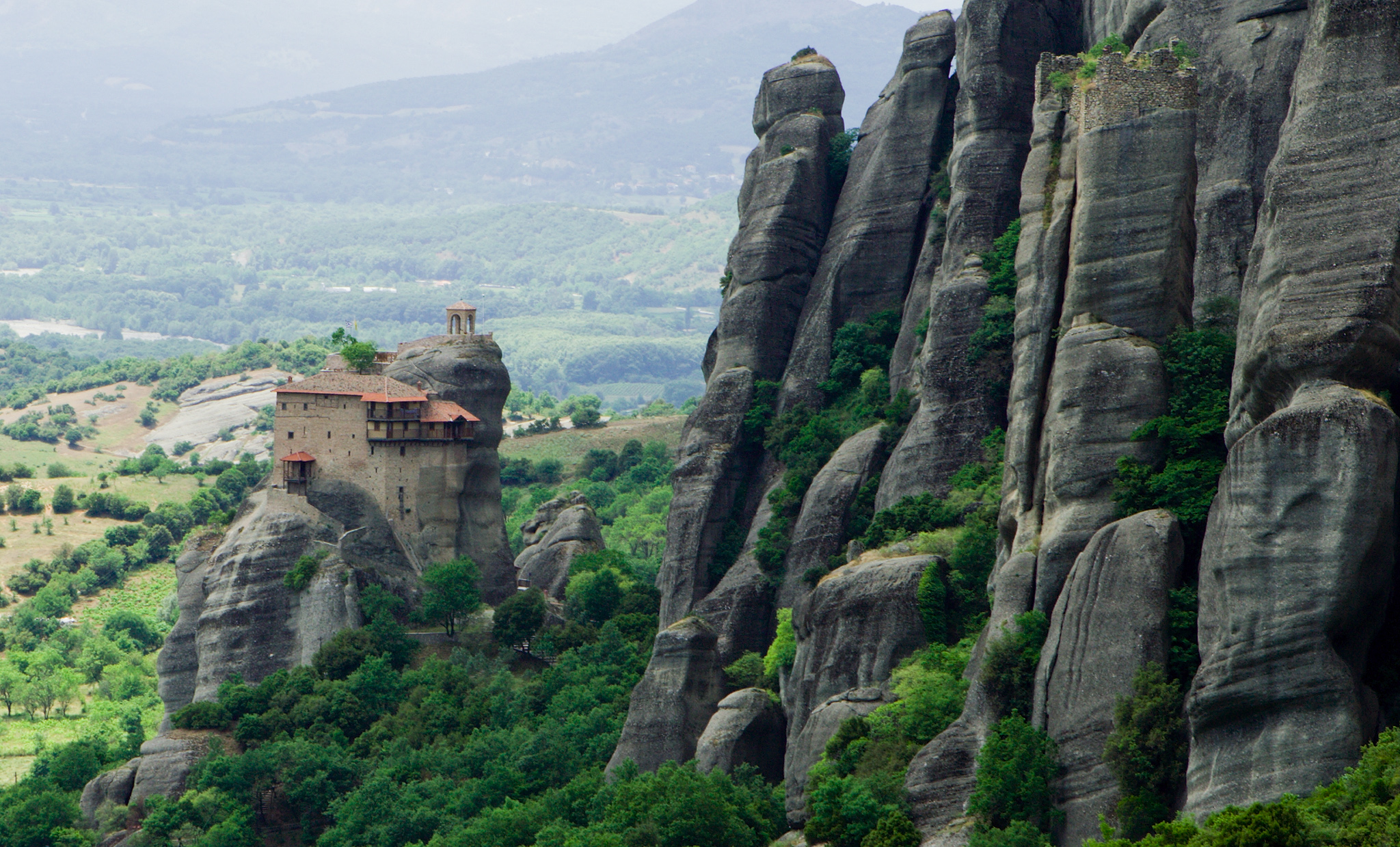
Monestir a els Meteors, Grècia
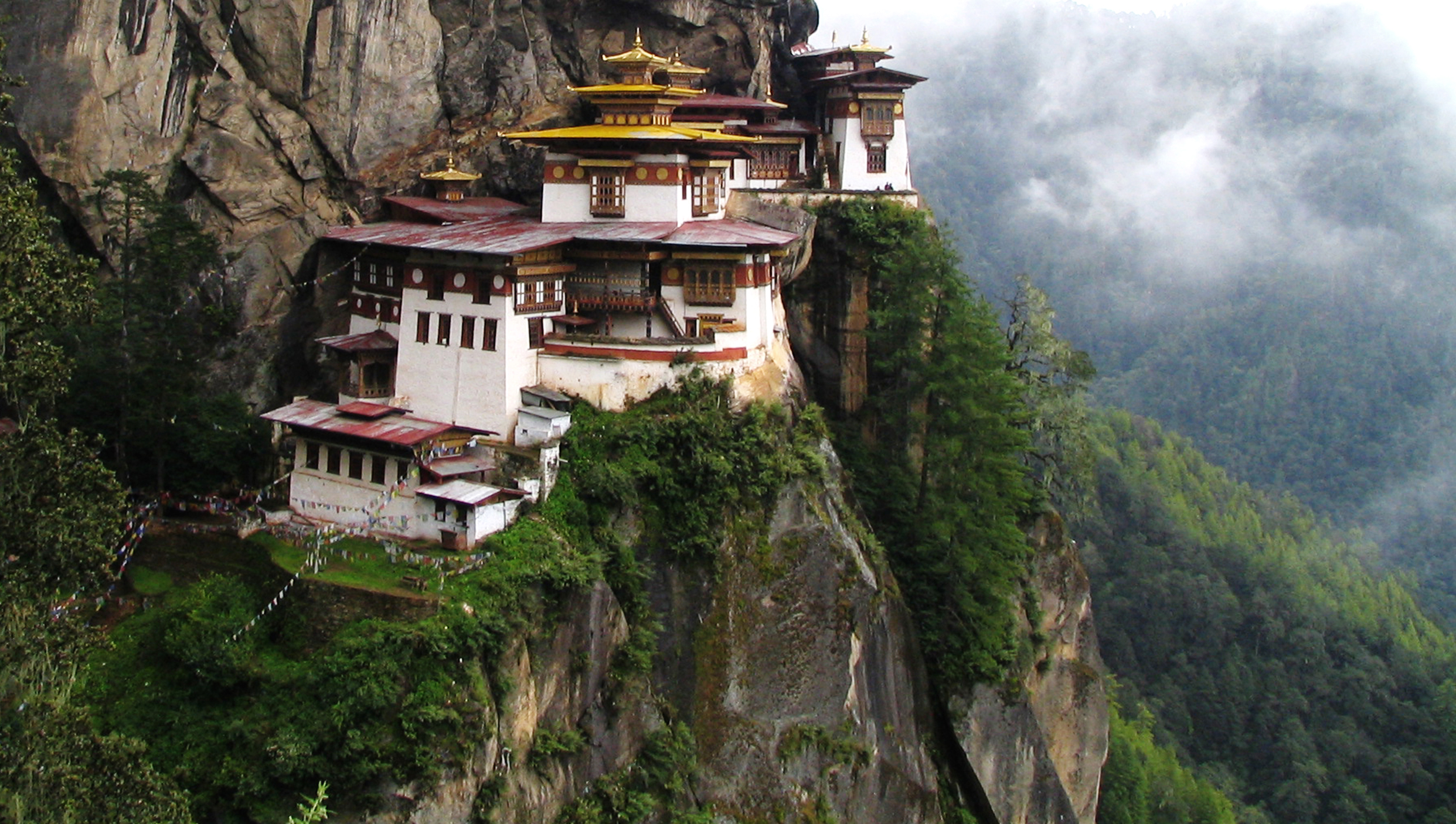
Monestir de Taktshang, al Bhutan

### Escultura i arquitectura
Atès que l'arquitectura rupestre es genera mitjançant excavació, sovint no hi ha més frontera entre arquitectura i escultura que l'ús final de l'obra. Hi ha exemples d'arquitectura escultura religiosa en què ambdues manifestacions es donen de manera conjunta. Un dels exemples més notables és el complex de Bamian (Afganistan), on conviuen les excavacions per a recer dels monjos amb excavacions decoratives purament escultòriques.

### Arquitectura subterrània
Molt emparentada amb l'arquitectura rupestre (esculpida en pedra) es troba l'arquitectura subterrània (excavada en terra). Es pot seguir parlant d'arquitectura rupestre mentre el terreny siga rocós i l'excavació no necessite mitjans de contenció i, per tant, hi manque un procés de "construcció" pròpiament dit. Quan això no succeeix es parla d'arquitectura subterrània o enterrada. Entre els exemples més espectaculars d'arquitectures excavades hi ha les catacumbes cristianes a Roma. A voltes s'han aprofitat i condicionat excavacions mineres abandonades, com en les catacumbes de París, que aprofitaren les galeries creades en l'època romana per convertir-les en cementiri durant el s. XVIII. Hi ha també exemples més recents d'arquitectura enterrada, deguda al desplegament armamentístic i la necessitat de protecció davant les bombes, com ara el Búnquer. Aquests arribaren al màxim apogeu coincidint amb la II Guerra mundial, i l'exemple més imponent n'és potser la línia Maginot. Contemporanis a aquests, però amb finalitat purament civil, es troben les xarxes de metro. Un altre tipus d'espais subterranis, encara en ús, són els cellers enterrats.
En el terreny domèstic s'han donat nombrosos casos d'assentaments troglodites o troglodítics al llarg de la història i repartits arreu del món, habitualment sobre roca tova o fins i tot en terrenys disgregats: en aquest últim cas s'empren diferents tipus de morter per consolidar i condicionar l'espai interior. Aquest tipus d'habitatge es troba prou estès en nombrosos països del nord d'Àfrica, especialment a Líbia i Tunísia, i en menor mesura a Algèria i el Marroc. L'ocupació musulmana de la península Ibèrica hi introduí aquest tipus de construccions, molt esteses al sud-est peninsular a partir del s. X de. Com a exemple representatiu d'habitatges troglodites excavats en terra es poden citar els de Matmata, a Tunísia.
En temps recents l'arquitectura bioclimàtica està rescatant el concepte d'arquitectura enterrada, a causa de les qualitats aïllants de la terra, i el reduït consum d'energia. La forma de construcció, però, d'aquests habitatges, que més que per excavació es produeix per construcció i posterior recobriment de terra, els exclou de la definició troglodítica.

## Arquitectura rupestre per estats
Heus ací una llista no exhaustiva de les principals obres de l'arquitectura rupestre al món.

### Aràbia Saudita
Els nabateus també van habitar als territoris de l'actual Aràbia Saudita. A la ciutat de:
- Madaïn Sàlih o al-Hijr (imatge) es troben 131 restes arqueològiques que inclouen temples, façanes pètries i torres, dels s. II ae al II de.[10]

### Armènia
A Armènia es troba el:
- monestir de la Llança, meitat construït i meitat excavat en la roca. Es remunta al s. IV, mentre que les zones excavades, entre les quals destaca una església de planta cruciforme ampliada a partir d'una cova natural, estan datades del segle xiii.[11]

### Bulgària
A Bulgària hi ha abundants esglésies rupestres, entre les quals destaquen:
- Complex d'Ivànovo, prop de la ciutat de Russe. Les esglésies, de parets ricament policromades, daten dels segles xiii i XIV.

Altres temples excavats notables són els monestirs de:
- Aladzha (imatge[12]) (segle xii)
- Albotin (imatge[13]) (segle XIV).

### Xina

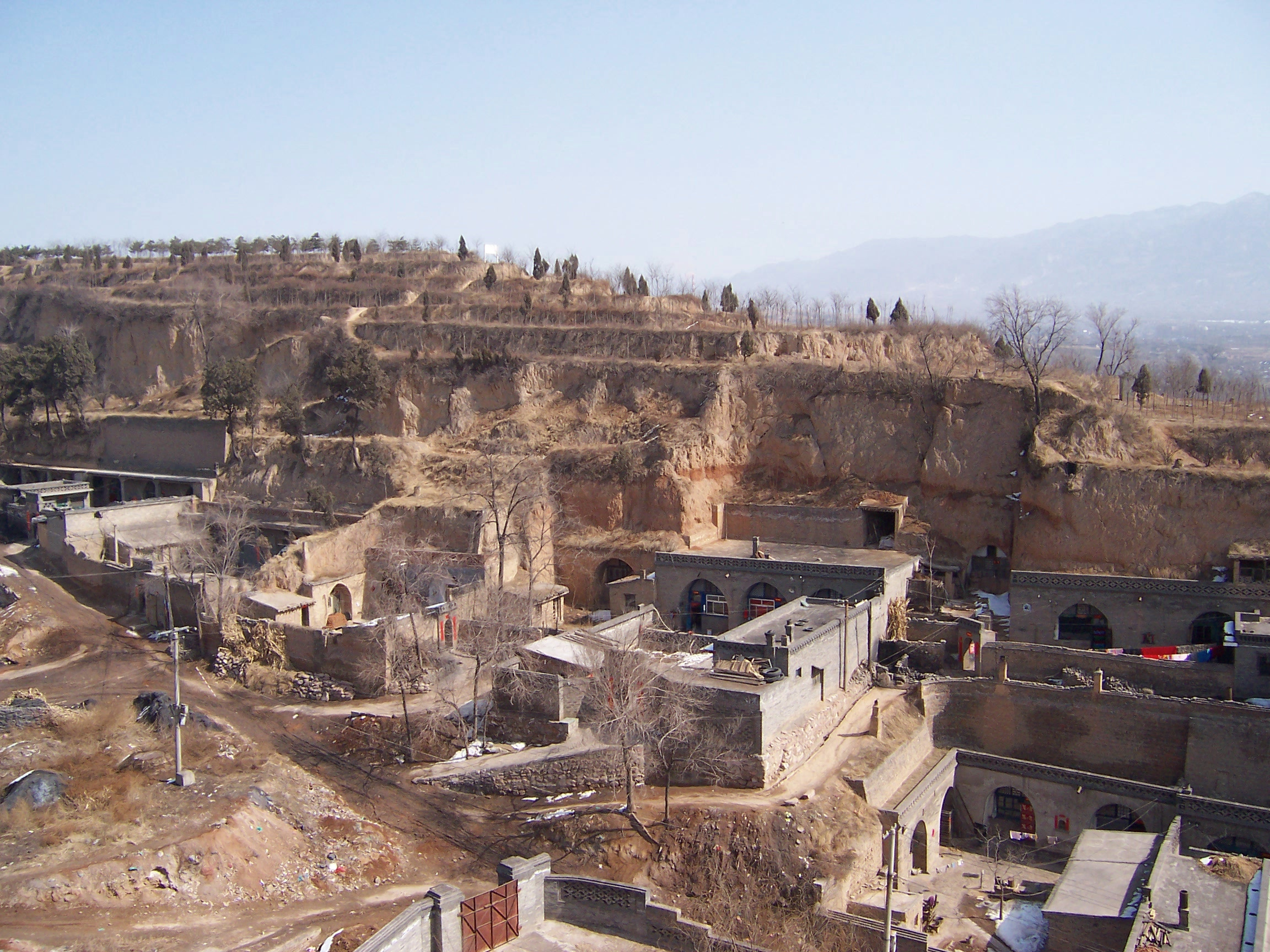
Yaodong, habitatges tradicionals en coves a Shanxi

A Orient foren els budistes els primers a excavar coves per donar refugi als monjos durant l'època de pluges. Els budistes excavaren moltes grutes com a temples d'oració, que solien contenir una o diverses escultures de Buda. La major part de les obres rupestres xineses foren creades durant els s. V i VI de. Els tres conjunts de temples més importants de la Xina són:
- Coves de Mogao, un conjunt de 492 grutes i temples decorats amb pintures murals de temàtica budista, a l'entrada de les quals es construí una gran façana de diverses alçades.[15][16] Són a la província de Gansu i es construïren al s. IV de, encara que s'ampliaren durant els segles següents. Originàriament n'hi havia moltes més, per això el lloc es denomina també "les mil coves budistes".[17] Les declararen Patrimoni de la Humanitat el 1987.
- Grutes de Yungang, un conjunt budista de 53 coves amb 1.200 fornícules, iniciat l'any 460 de. Les declararen Patrimoni de la Humanitat el 2001.
- Grutes de Longmen (imatge): entre les seues més de dues mil coves i nínxols s'allotgen 100.000 estàtues. La majoria de les coves foren excavades entre els s. VII i IX de. Les declararen Patrimoni de la Humanitat el 2000.

A banda de l'arquitectura religiosa, al nord de la Xina es dona una mena d'habitatge denominat "Yaodong": coves utilitzades com a habitatges, de secció rectangular a la base i rematades en una volta semicircular, amb una amplària de 3 a 4 m i fondària de 5 m. Les coves tenen xemeneia per a evacuar el fum. Els més elaborats contenen una façana decorada construïda amb la pedra retirada. Es creu que al voltant de 40 milions de xinesos viuen en aquest tipus d'habitatges, tot i que no tots els Yaodong estan excavats.

Arquitectura rupestre a la Xina
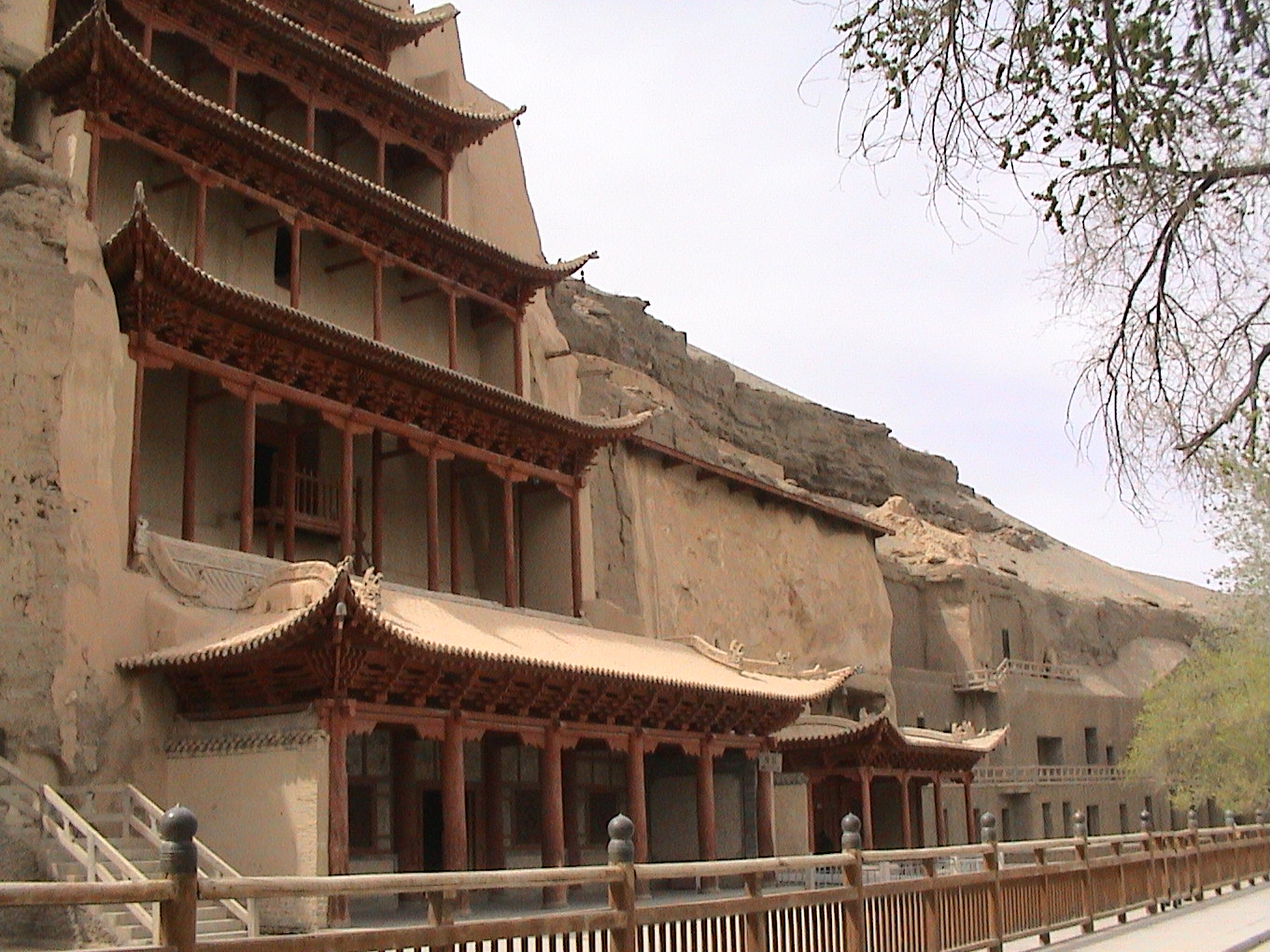
Coves de Mogao
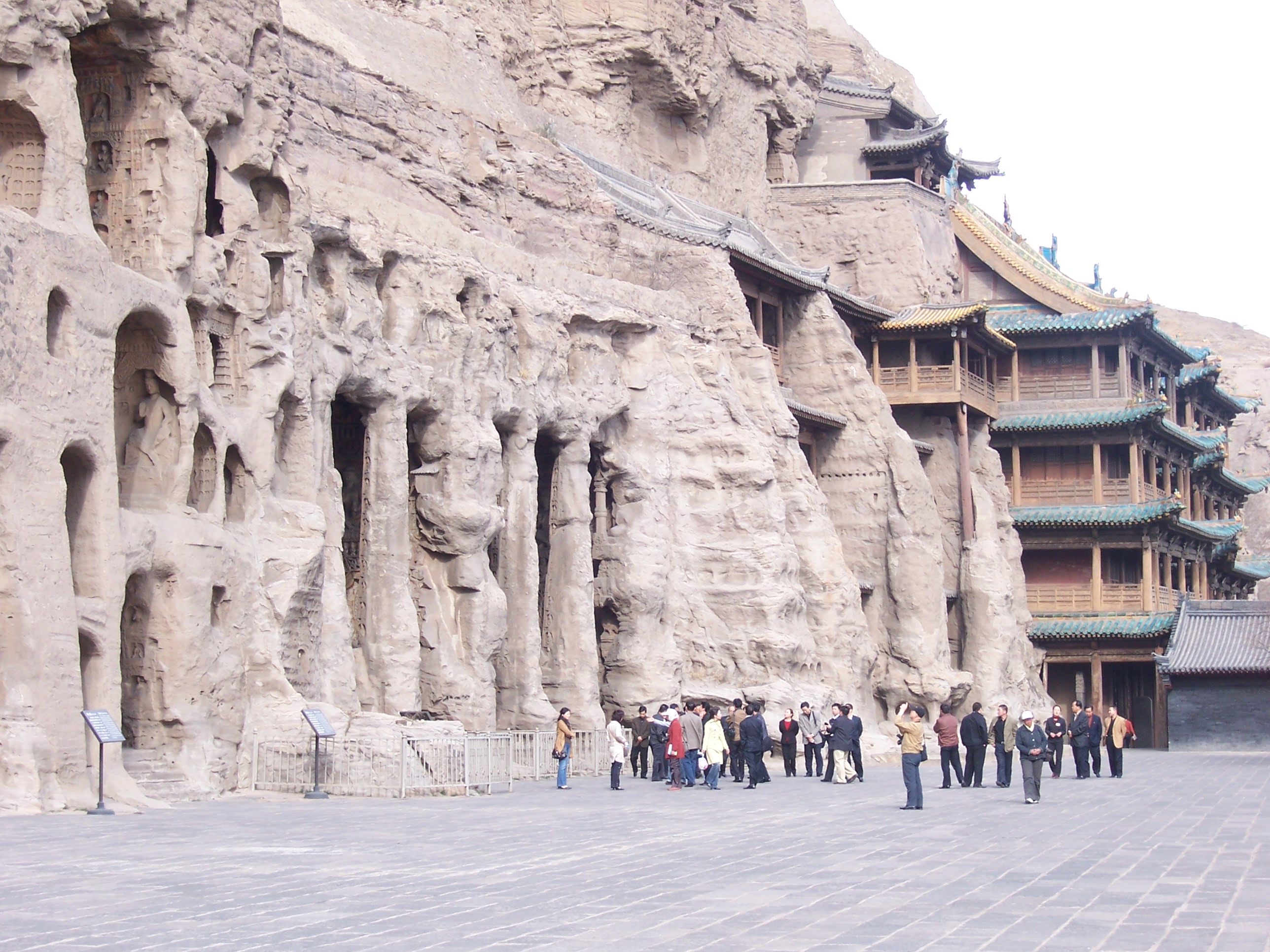
Coves de Yungang
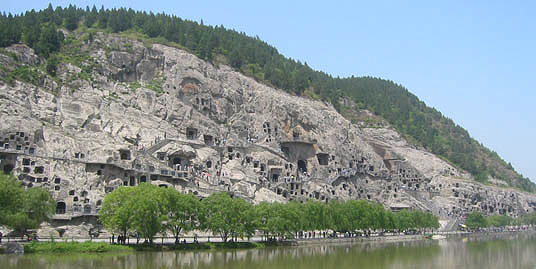
Coves de Longmen

### Egipte

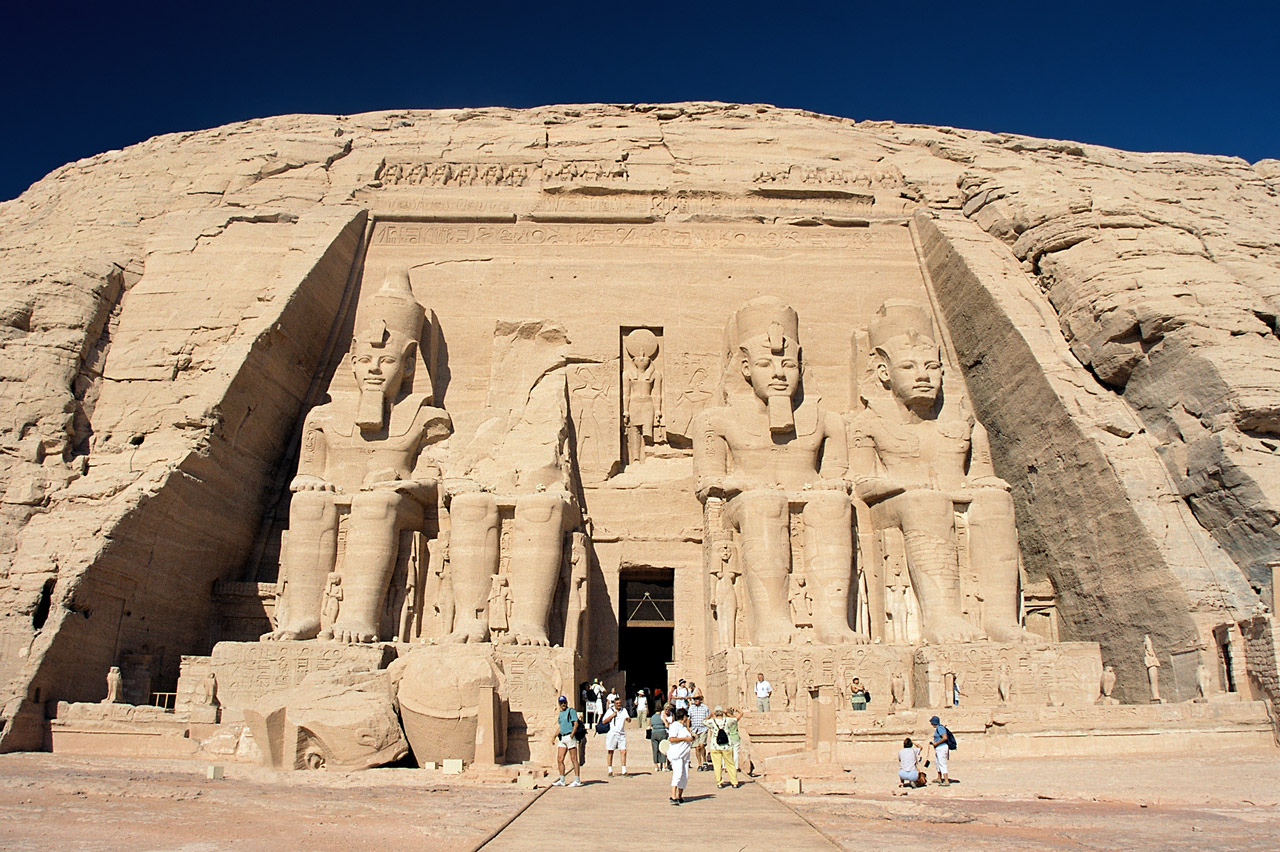
Temple de Ramsés II a Abu Simbel

Les primeres construccions excavades egípcies foren les tombes dels faraons: començaren al s. XXII ae; arribaren a excavar 39 tombes al vessant de la muntanya de:
- Beni Hassan (imatge)

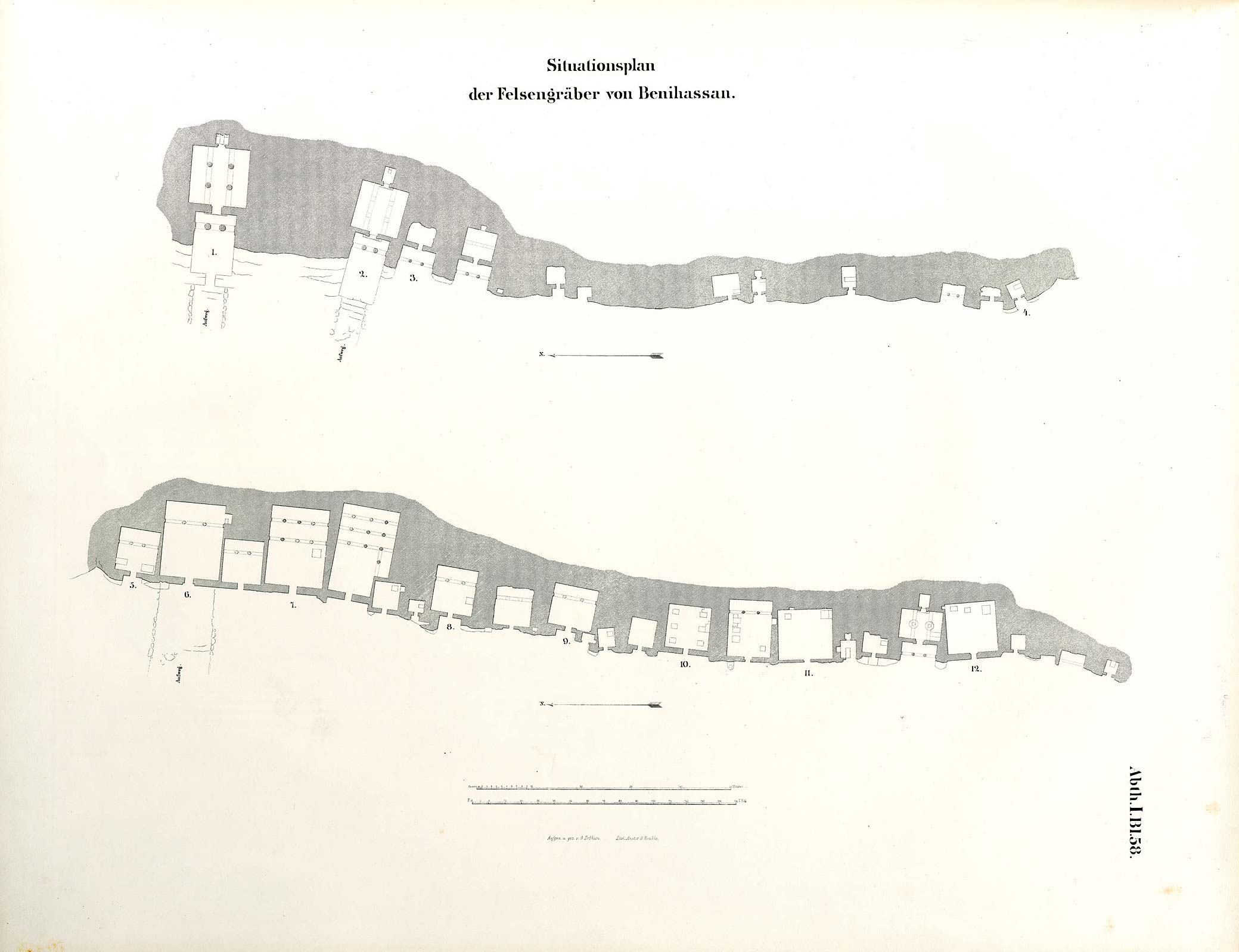
Planta del conjunt funerari de Beni Hassan

El complex funerari es troba a 20 km de l'actual ciutat d'Al-Minya. Les tombes més grans tenien columnes interiors, semblants a rèpliques esculpides dels temples "veritablement" construïts.
Els enterraments en mastabes són fins i tot anteriors: se'n remunten al tercer mil·lenni ae. Moltes se n'excavaven en el terreny i es cobrien. L'evolució de mastabes cap a piràmides, esdevinguda al s. XXV ae, no va eliminà les cambres funeràries subterrànies. Durant el regnat d'Akhenaton (1353-1336 ae) es fundà la ciutat d'Al-Amarna, on s'excavaren diverses tombes subterrànies o hipogeus; cap al segle xii aC, a la vista dels incessants saqueigs de les visibles tombes piramidals, els faraons optaren per enterraments totalment subterranis, més discrets i ocults al pillatge. Els conjunts d'hipogeus més importants són els de:
- Dra Abu al-Naga
- La vall dels Reis
- La vall de les Reines

Les tres valls es troben en l'actual Luxor. Les parets i els sostres d'aquestes tombes estaven arrebossades i ricament ornamentades amb dibuixos policroms o amb relleus, i les més grans, com la tomba dels fills de Ramsés II, assoliren els 443 m de longitud, amb estances de més de 15 m d'amplària.
Una altra obra destacada n'és el temple de Deir el-Bahari, del s. XV ae, part del qual està construït, i part excavat a la roca. Però l'obra d'arquitectura rupestre més ambiciosa de l'antic Egipte és el complex de:
- Abu Simbel, compost per dos temples excavats íntegrament a la roca, dedicats a Ramsés II i a Nefertari, construïts al segle xiii aC, a 300 km al sud d'Assuan.

### Península Ibèrica

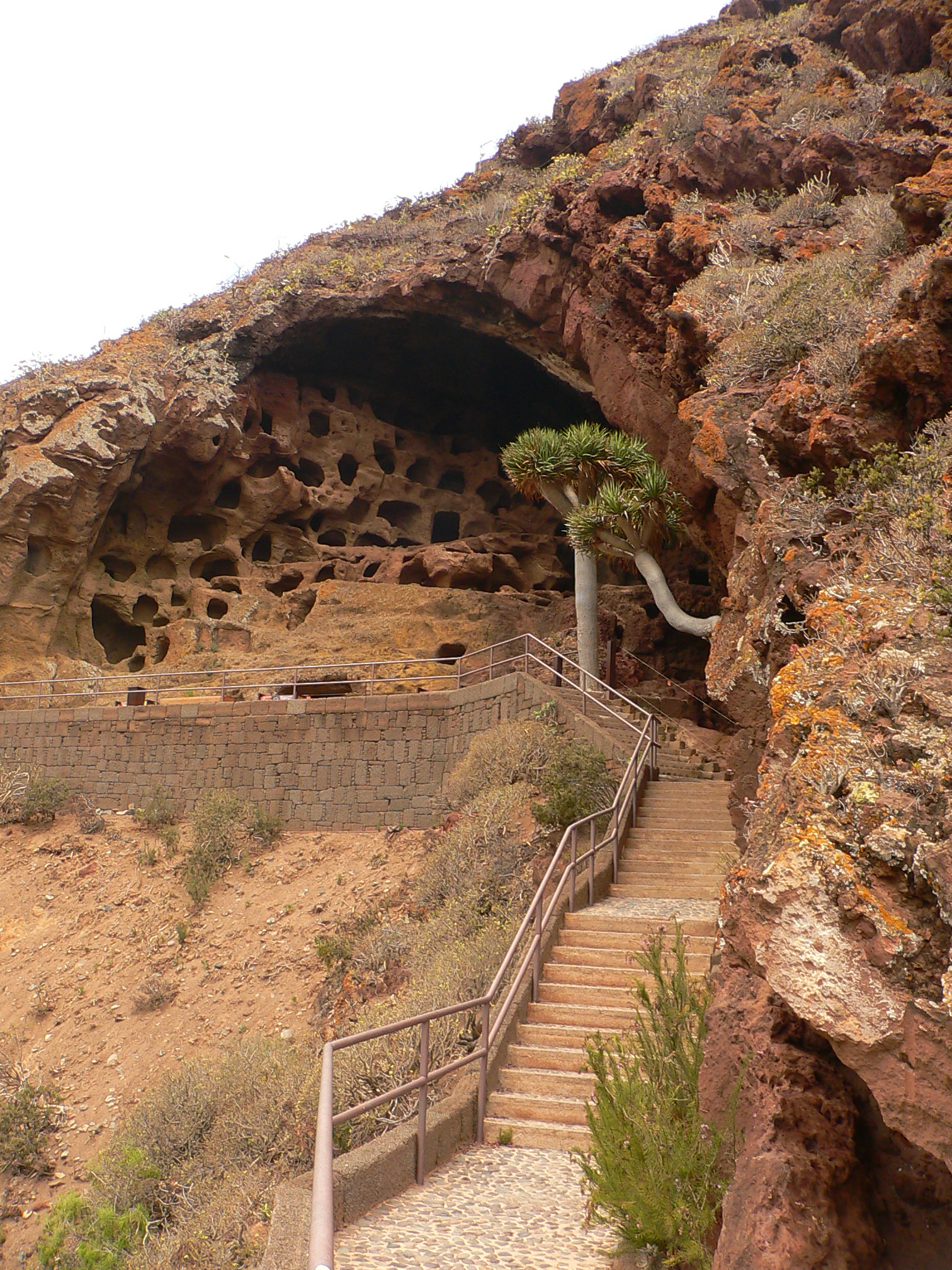
Cenobi de Valeron, a Gran Canària

La major part de la producció rupestre a l'estat espanyol es pot classificar en dos grans grups: un data de l'edat del bronze i de la cultura celtibera, i s'estén pel nord peninsular. El segon sorgeix després de l'ocupació musulmana durant el s. VIII, i es manifesta especialment al sud-est de la península: Andalusia i el País Valencià són els més rics en restes arqueològiques, que en alguns casos segueixen encara habitats.
Els conjunts rupestres amb més contingut d'arquitectura excavada són:
- Tiermes (Sòria): es remunta al Neolític, però excavat fonamentalment per celtibers.[20]
- Contrebia Leucade (la Rioja): Conté enterraments en coves de l'edat de bronze i cases parcialment excavades a la roca, possiblement celtiberes.[21]
- Segòbriga: té un teatre rupestre i un enterrament col·lectiu excavat en la roca, de l'edat del bronze.
- Necròpolis talaiòtiques (Balears): Alguns dels seus hipogeus estan tallats en la roca, amb presència fins i tot de bastes columnes esculpides.

S'han documentat habitatges rupestres de diversos tipus i èpoques a les localitats de: Guadix, Benalúa, Zújar, Benamaurel, Purullena i Sacromonte (Granada); Coves del Batà a Paterna (País Valencià); Tariego (Palència); Perales de Tajuña (Madrid); Arnedo (la Rioja); Rojals (Almeria) i Alcalà del Xúquer (Albacete). A Cieza (Múrcia) el poblament rupestre estigué fortament actiu fins a mitjan segle xx, i n'hi ha diversos nuclis en paratges com El Búho, Toledillo, Losar de la Fuente, El Realejo, El Argaz i altres, tots als voltants de jaciments arqueològics d'importància dels períodes Neolític, argàric, ibèric, romà i andalusí.
També hi ha moltes esglésies i ermites totalment o parcialment rupestres, i són més abundants a Cantàbria i Palència. Alguns exemples en són: Olleros de Pisuerga, ermita de San Pelayo a Villacibio, i ermita de San Vicente a Cervera de Pisuerga (Palència), o l'església rupestre d'Arroyuelos, església de San Juan de Socueva, ermita de Cambarco, ermita de Santa María de Valverde i ermita de Santa Justa a Ubiarco, a Cantàbria, o les ermites d'Ojo Guareña a Burgos, entre moltes altres. L'arquitectura rupestre es troba també estesa pel sud de la península. Cal destacar-ne, com a exemple, l'església mossàrab de Bobastro, de tres naus (s. X).
Afavorida per la tova roca volcànica, l'arquitectura rupestre assolí un notable desenvolupament a les Illes Canàries. S'han trobat diverses coves esculpides usades com a magatzem. Un dels exemples més cridaners n'és el Cenobi de Va eron, l'illa de Gran Canària, encara que n'hi ha d'altres menys coneguts. Una altra peça representativa és l'anomenada cova pintada de Gáldar, a la mateixa illa. En la Península Ibèrica n'hi ha construccions semblants, com les coves de Bocairent (País Valencià). A les Illes Balears cal esmentar la possessió d'Es Cosconar, les cases de la qual van ser construïdes en la roca.

### Estats Units i Mèxic

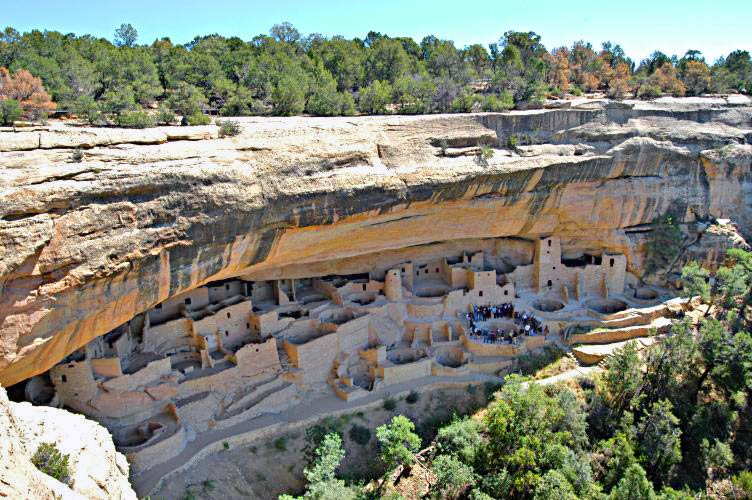
El "Cliff Palace" al Parc Nacional de Mesa Verde, a Colorado (Estats Units)

Hi ha molts assentaments rupestres al sud-oest dels Estats Units, sobretot als congosts del riu Colorado i el Río Bravo, i als estats de Utah, Colorado, Arizona i Nou Mèxic. També es dona aquest tipus de construccions en l'estat de Chihuahua, a Mèxic.
Les construccions estan datades dels s. XI al XIV, i es creu que les realitzà el poble anasazi; tribus d'agricultors, també denominades en anglés cliff-dwellers ('habitants dels precipicis'), considerades els avantpassats dels indis zuñi i hopi. Les petites ciutats dels anasazi aprofitaven les concavitats naturals del terreny o bé eren directament excavades, i contenien moltes cambres dedicades al descans, reunions i cerimònies. La seua ubicació en vessants agrests servia de protecció i amagatall davant els atacs de tribus nòmades (navahos, apatxes, etc.).
Entre els exemples més representatius d'aquesta arquitectura hi ha:
- Parc nacional Taula Verda, a Colorado
- Congost de Chelly, a Arizona[26]
- Monument nacional de Gila, a Nou Mèxic.[27]

### Etiòpia
A Etiòpia es troba el cas excepcional de les:
- Esglésies de Lalibela (imatge): un conjunt d'onze esglésies rupestres construïdes probablement del segle xiii, en representació simbòlica de Terra Santa.[28][29] Entre les esglésies destaca Biet Medhani Alem, una reproducció de la catedral de Santa Maria de Sió o Nostra Senyora de Sió a la ciutat d'Axum.[30] L'edifici consta de cinc naus, i amb 800 m2 de planta, és l'església monolítica més gran del món.[30] Una característica notable d'aquestes esglésies és que les tallaren sota terreny pla, fent buidatge de grans rases. D'aquesta manera, la majoria de les esglésies tenen el sostre al nivell del sòl.[6]

### Geòrgia

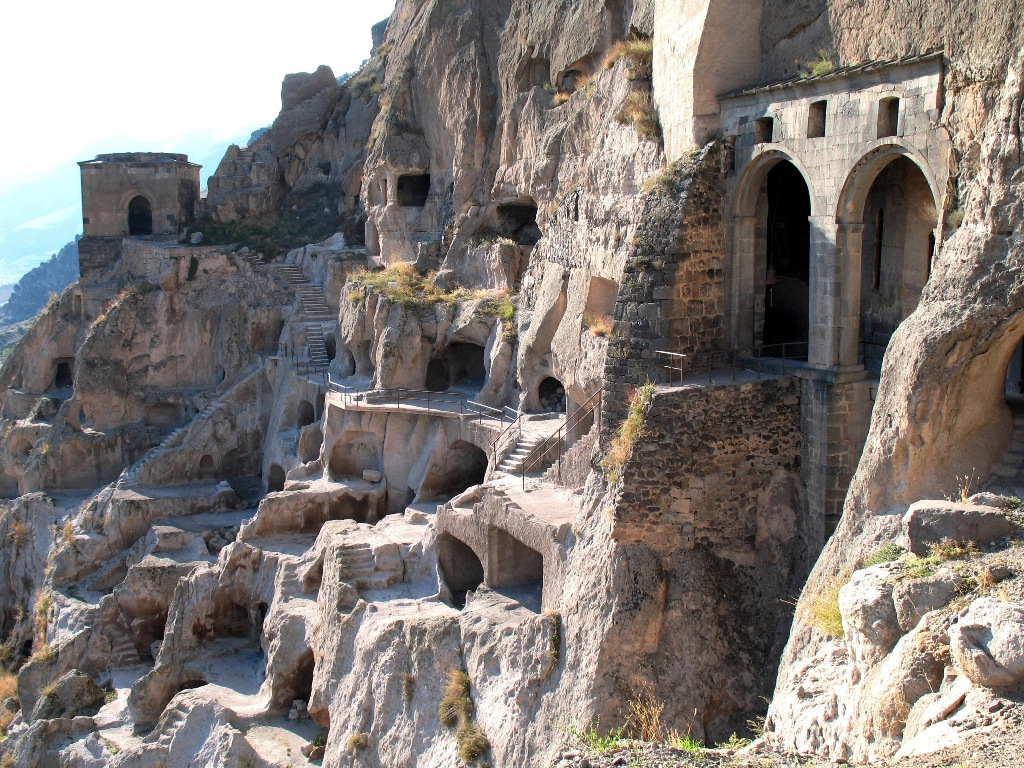
Monestir de Vàrdzia

També a Geòrgia hi ha exemples de conjunts religiosos esculpits al vessant d'una muntanya, i en destaquen:
- El monestir David Gareja,[31] a 60 km al sud-est de Tiflis, que consta de centenars de temples, capelles i cambres dedicades a habitatge, que foren excavats d'ençà el segle vi.[32]
- El monestir de Vàrdzia (1185), amb importants restes de pintures al fresc.

### Índia
Els Vihara hindús són temples refugi budistes importats de la Xina. Al nord i centre de l'estat era pràctica comuna aprofitar coves naturals o excavar la roca per crear aquests temples. Amb el temps s'hi afegiren façanes a les entrades. Com en les civilitzacions occidentals, els artesans esculpien en la roca els detalls de l'arquitectura de fusta pròpia de l'època. Les coves tenen les parets columnades amb una volta semicircular que a vegades adopta una característica forma de ferradura amb canalons. Aquest tipus de volta rep el nom de Chandrashala. Un altre tret característic de l'arquitectura budista índia són els pilars de secció octogonal. A l'Índia es conserven al voltant de 1.200 d'aquests temples excavats, gairebé tots d'origen budista. Les primeres obres rupestres de l'Índia corresponen a l'època de l'Imperi màuria, a l'entorn del s. II ae, i estan situades en el punt de penetració del budisme: a l'estat de Bihar, al nord-est. S'hi troben el temple de Bandar i les coves de Sudama i Llomes Rishi, en el conjunt de Barabar (imatge), considerats els més antics vestigis rupestres del subcontinent. Un tret distintiu d'aquests primers temples de l'època Màuria era presentar a voltes una cambra interior de superfícies extraordinàriament polides.
Entre els conjunts de Vihara més famosos hi ha:
- Kanheri (imatge), a Bombai. Són les coves budistes més antigues de l'Índia. Estan esculpides en basalt i daten dels segles II i I ae.[38]
- Temple de Karli (imatge), en l'estat de Maharashtra, considerat el millor exemple d'arquitectura budista primerenca.[39] Arcat i columnat, amb rica decoració, té una planta de 38 x 14 m i una alçària màxima de 13,5 m, del s. II de.[39]
- Ajanta (imatge), en l'estat de Maharashtra. Consta de 29 coves artificials esculpides i pintades: les més antigues són contemporànies de les de Kanheri (finals del s. II i I ae), i les darreres del s. VIII.[6] Les coves es divideixen en dues categories: les que servien de refugi, i les utilitzades per a reunió i oració (vihara).[40] Les primeres constaven d'un llarg passadís acabat en una sala de 10 o 11 m per 7, amb cel·les excavades als costats. Les sales d'assemblea penetren més profundament i arriben a tenir 14 m de costat.[6]
- Ellora (imatge), en l'estat de Maharashtra, inclou 34 temples: 12 budistes, 17 hinduistes i 5 jainistes, realitzats entre els s. IV i XIII.[6] Donada l'orografia del lloc, amb molts pujols, a més de temples excavats a la muntanya, també hi ha temples monolítics de fins a tres alçades (imatge), fruit del buidatge selectiu d'un turó petri.[6]

Altres temples rupestres indis són:
- Grutes de l'Elefanta: temples columnats hinduistes del s. V de, situats en una illa enfront de Bombai.[6] Es caracteritzen pels alts relleus que adornen les parets, considerats els més reeixits de l'art hindú.[41]
- Pataleshwar (imatge) a la ciutat de Poona. El temple està esculpit sobre roca basàltica, una pedra inusualment dura per a aquest tipus de treballs. El temple data del s. VIII de.
- Temple de Varaha (imatge), temple hinduista de finals del segle VII.
- Temple de Badami (imatge), un conjunt de 4 temples columnats hinduistes excavats en gres, del segle vi.[42]
- Pancha Rathas (imatge), un conjunt de temples monolítics cisellats a partir de formacions rocoses de granit rosa, durant el període de la dinastia Pal·lava, al s. VII. Imiten l'arquitectura dels temples de fusta, i inclouen escultures d'animals a grandària real.[43]
- Rani Gumpha:[44] temple de dos pisos adornat amb dinàmics relleus.[45]

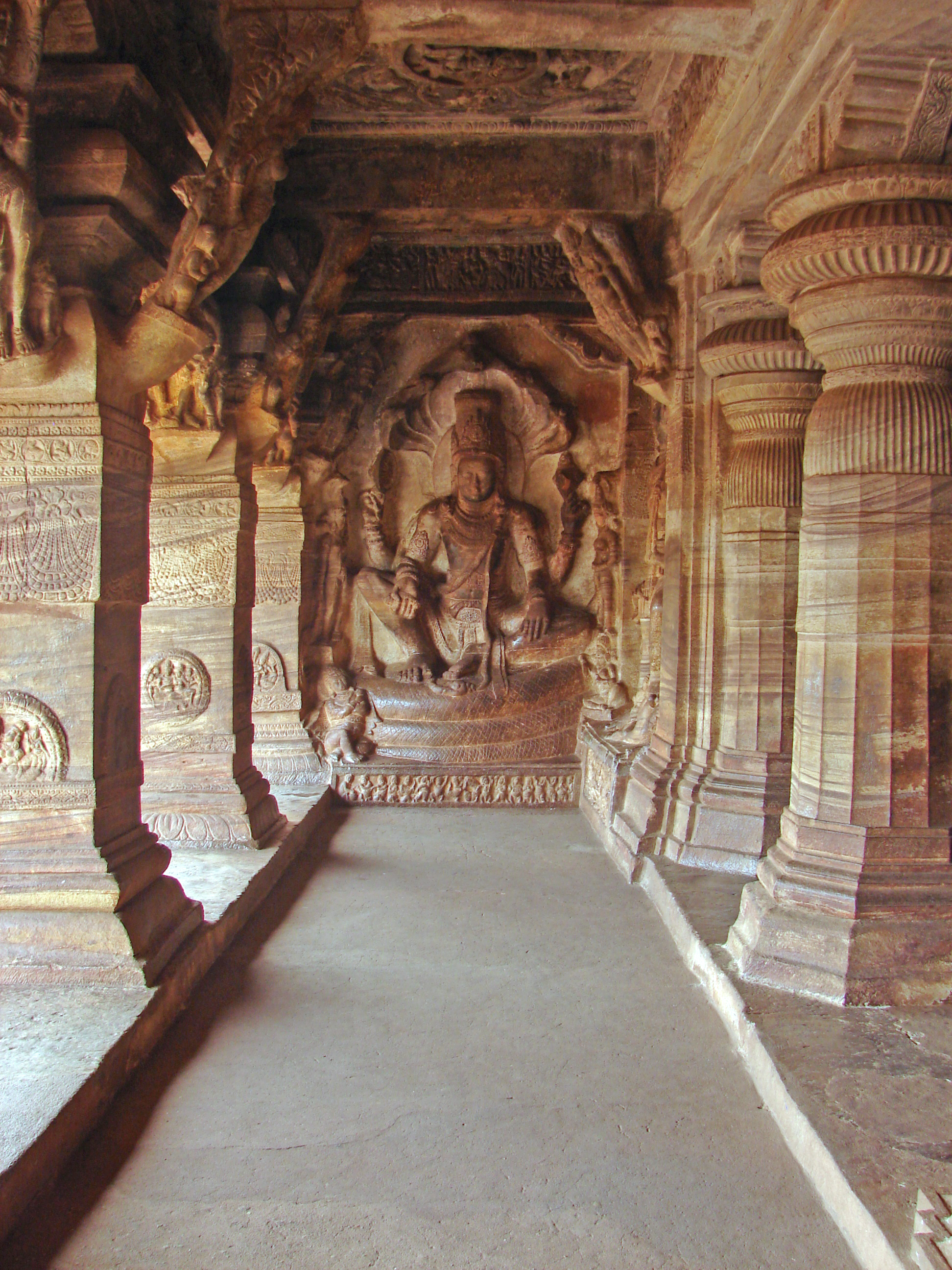
Cova 3 del temple de Badami
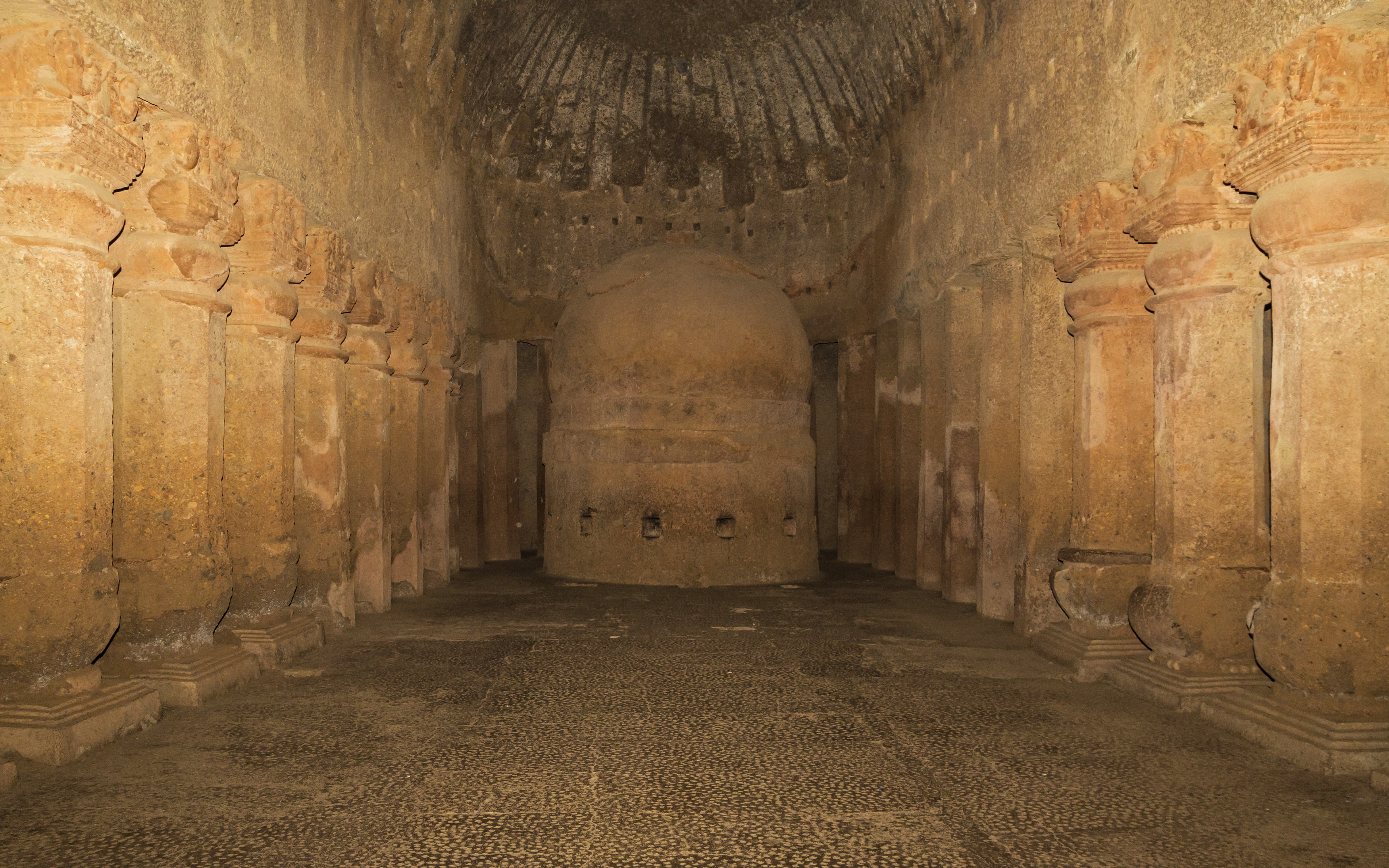
Interior d'una vihara primitiva a Kanheri, Bombai
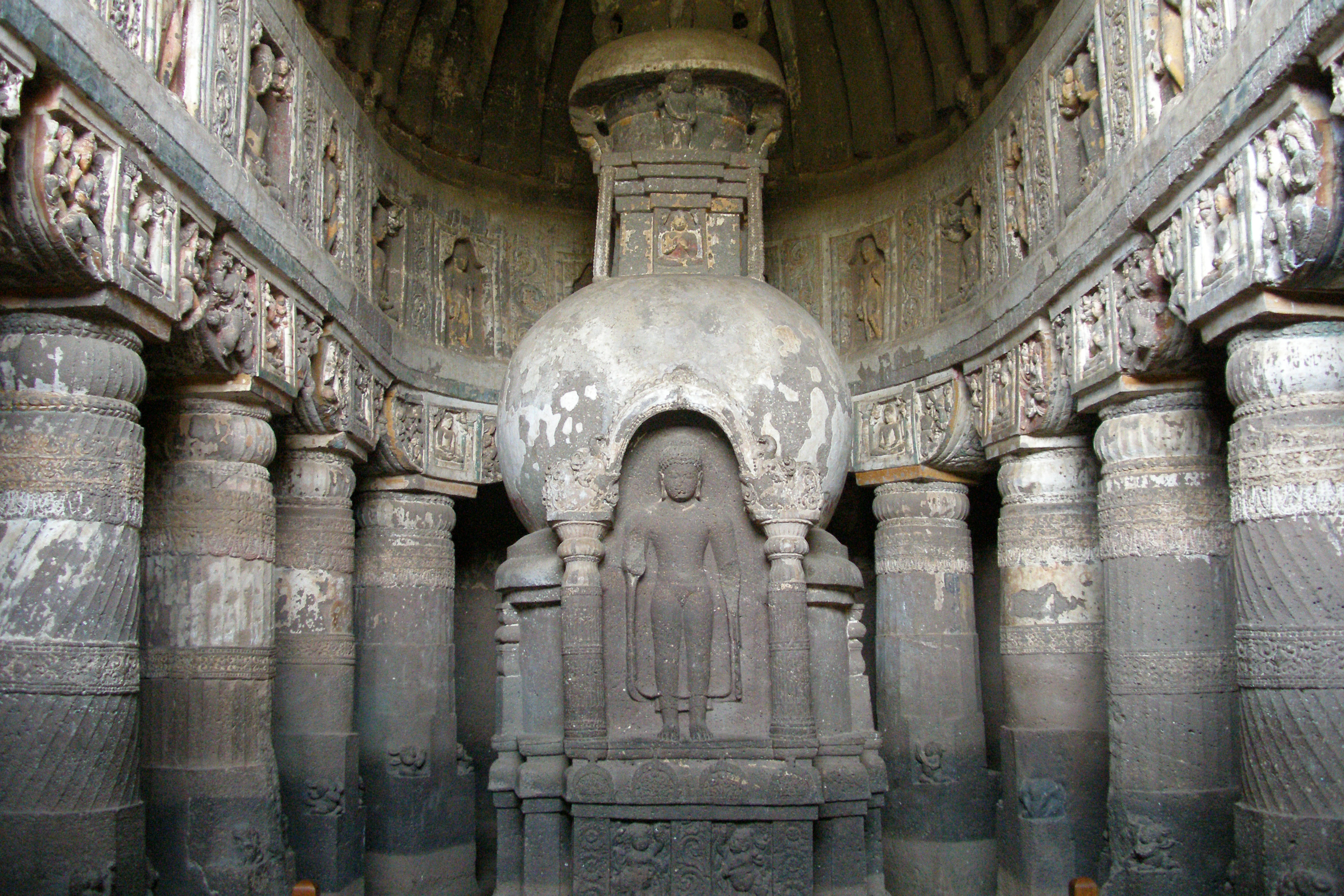
Vihara a Ajantā on s'aprecia el tipus de volta estriada denominada "Chandrashala"

### Iran

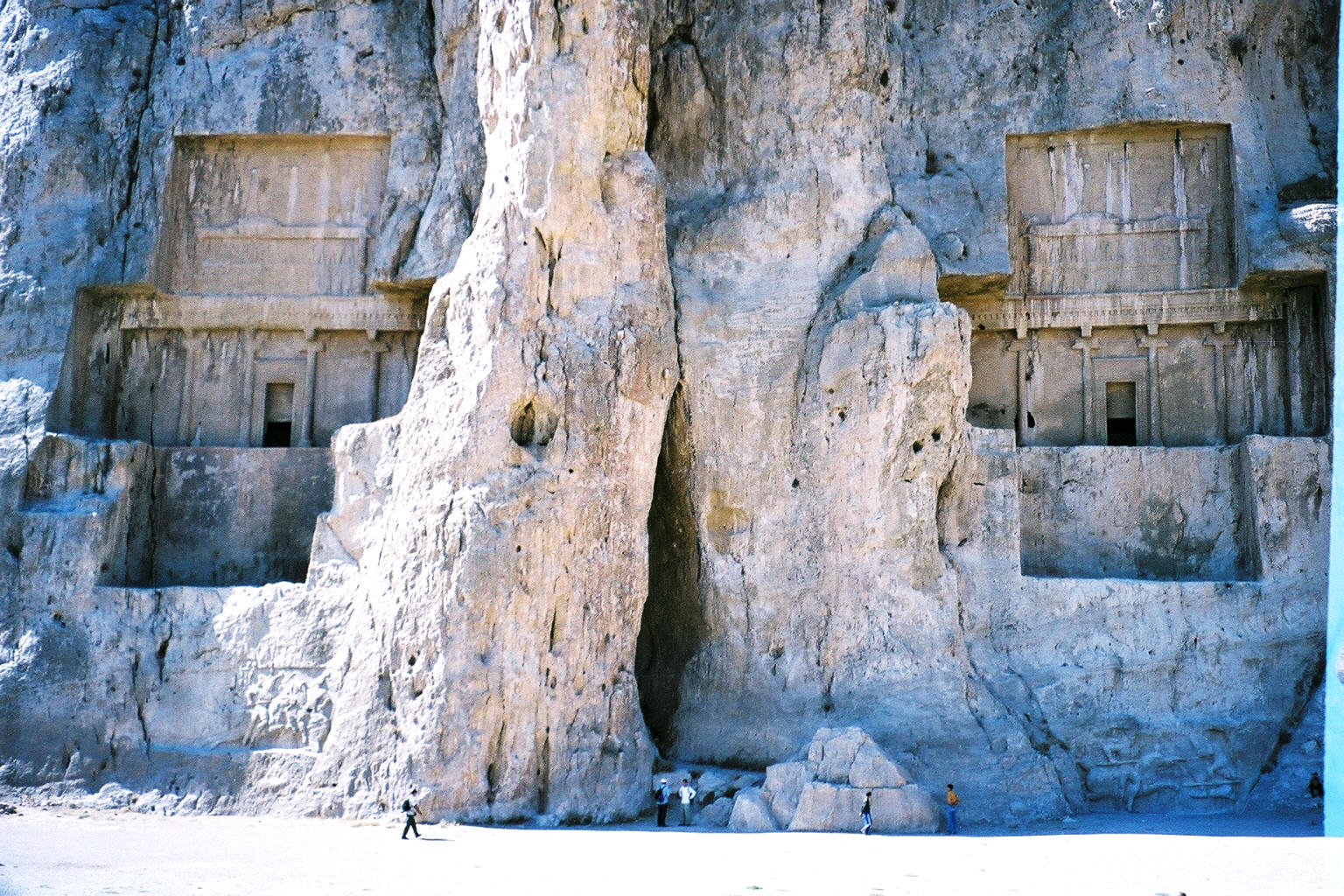
Tombes perses de la dinastia aquemènida (actual Iran)

A les ciutats de Naqs-e Rostam i Persèpolis (actual Iran) es troben exemplars de tombes rupestres tardanes, atribuïdes als reis perses aquemènides del s. V ae Darios I, Xerxes I i Artaxerxes I i II. Les tombes estan ricament ornades, i la seua curiosa façana cruciforme evoca la d'un palau aquemènida, amb els característics capitells de doble bou.
- Tomba de Darios I

També hi ha poblats rupestres del segle xiii o XIV, com el de:
- Kandovan (imatge)

### Israel-Palestina
A Israel-Palestina hi ha diverses tombes prop del Mont de les Oliveres (Jerusalem):
- Tomba d'Absaló, tomba de 20 m d'alçada, datada del segle II ae.[47]
- Tombes de Bnei Hazir i Zacaries (imatge): dues tombes, la primera excavada i la segona monolítica o exempta, situades l'una al costat de l'altra. L'estil decoratiu n'és hel·lenístic, amb columnes dòriques i jòniques llaurades en pedra, respectivament. Estan datades dels segles II i I ae.[48]

### Itàlia

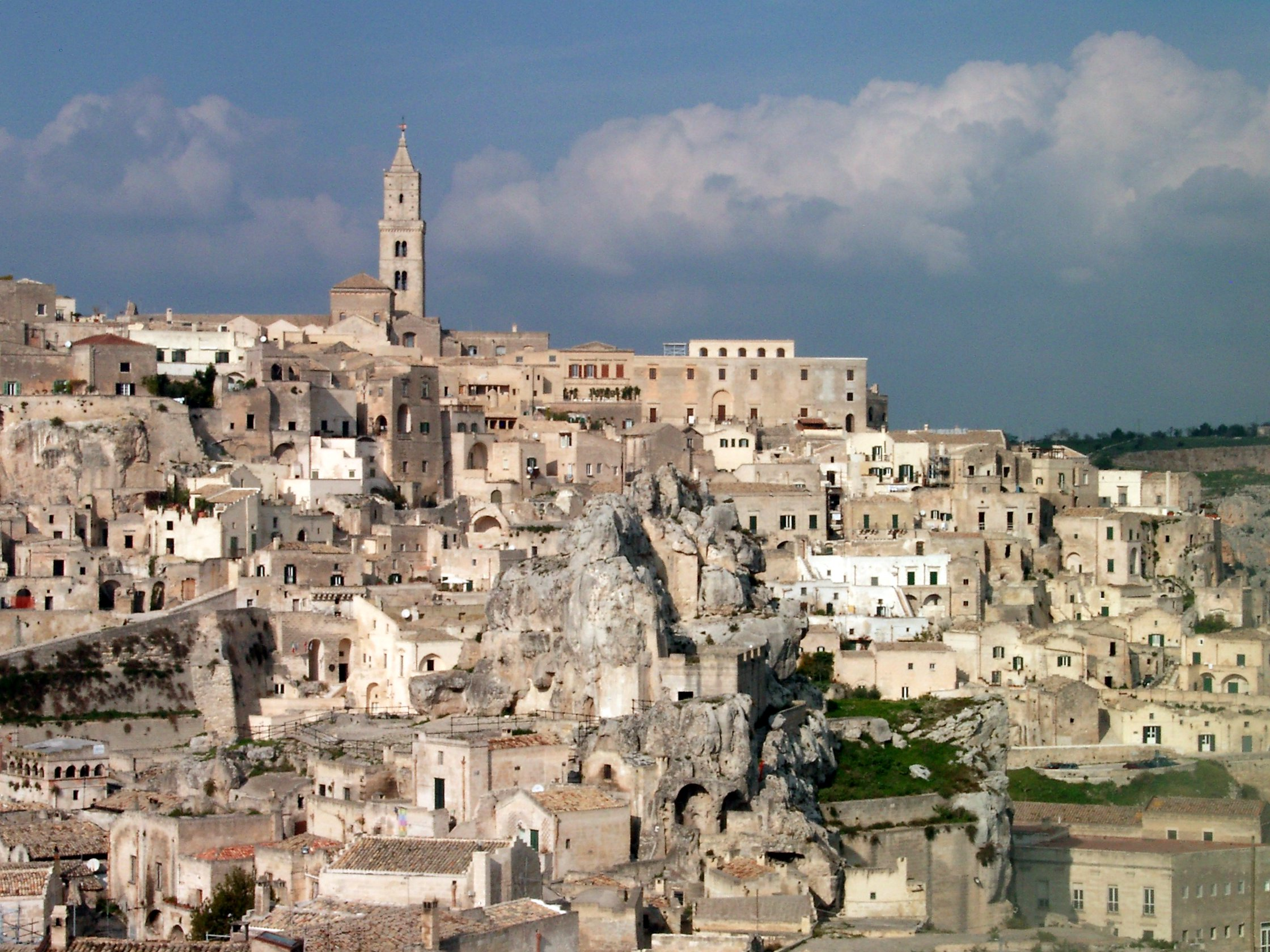
Sassi di Matera (Itàlia)

- Sassi di Matera, poble d'origen prehistòric excavat en tova volcànica, desallotjat per les autoritats al 1952.[49][50]
- Monterozzi[51] o necròpoli de Tarquínia: consta de 600 sepulcres excavats pels etruscs, 200 dels quals estan ornamentadas amb pintures.[52] Els més antics daten del segle VII ae.[53]
- Necròpoli de Pantalica a Sicília: conjunt d'unes 5.000 tombes excavades a la roca, algunes de les quals es remunten al segle xiii aC.[54]

### Jordània

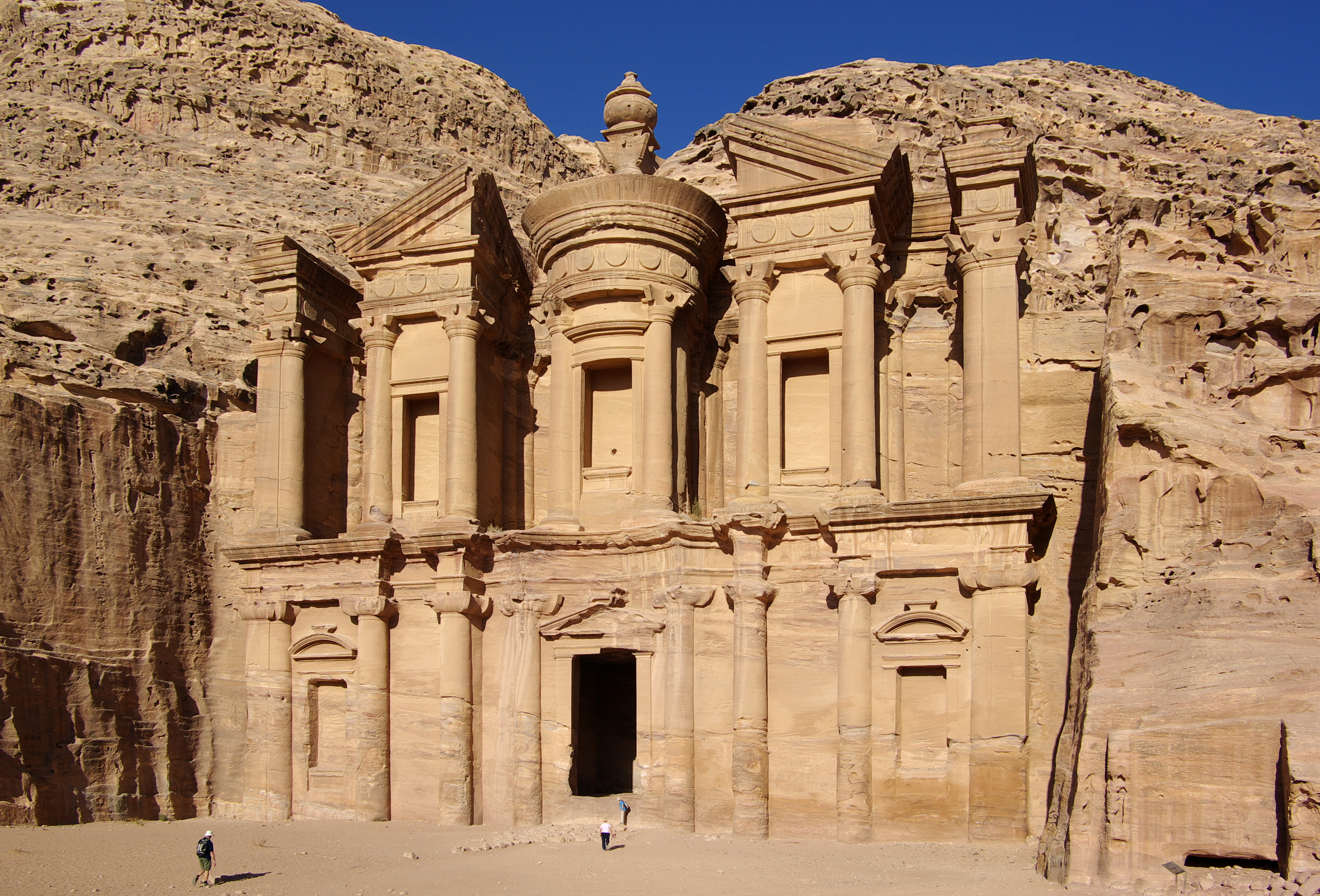
El Deir o "el monestir" a Petra

Al territori de l'actual Jordània es desenvolupà la civilització nabatea entre els s. II ae i II de. A 200 km al sud d'Amman es troba la ciutat de Petra, una necròpoli urbanitzada erigida en un circ de muntanyes i penya-segats, les construccions dels quals més importants es deuen a Aretes IV (9 ae- 40 de). Entre els monuments de Petra destaquen:
- La tomba dels Obeliscs: una façana amb 4 obeliscs tallats de 7 m i estil d'influència egípcia.[56] Una porta dona accés a una cambra amb nínxols mortuoris de 7 x 5 m, desproveïda de decoració. Es creu que les sales inferiors s'empraven per a celebrar banquets en honor dels morts.[57]
- Jazneh Firaum (imatge), conegut també com a Tresor del Faraó o la Tresoreria, és el primer monument de Petra d'estil hel·lenístic. Té una façana molt ben executada i conservada, de 30 m d'ample x 43 m d'alt. No hi ha acord entre els arqueòlegs sobre la data i ús originari d'aquest monument, però es creu que el dissenyaren arquitectes i artistes portats de l'occident hel·lènic, probablement en temps del rei Aretes III Filohel·len (84-56 ae). Altres opinen que l'edifici seria el mausoleu del sobirà Aretes IV (9 ae- 40 de). La planta consta de tres naus, un pati exterior amb un pòrtic de sis columnes corínties de fust cilíndric llis, i un pati interior amb accés a tres cambres. Les parets de les cambres a Petra manquen de decoració en l'actualitat, però romanen unes estries paral·leles, utilitzades pels nabateus per a fixar l'arrebossat als paraments.[55] D'això es desprèn que, en el seu estat originari, els edificis eren policroms.
- Carrer de les Façanes, un conjunt de 40 habitacles esculpits en forma de prismes la funció dels quals com a tombes o cases encara es debat.[58][59] El seu tret més exòtic són els frisos adornats amb relleus en forma de merlets esglaonats, anomenats escaletes de corb.[55]

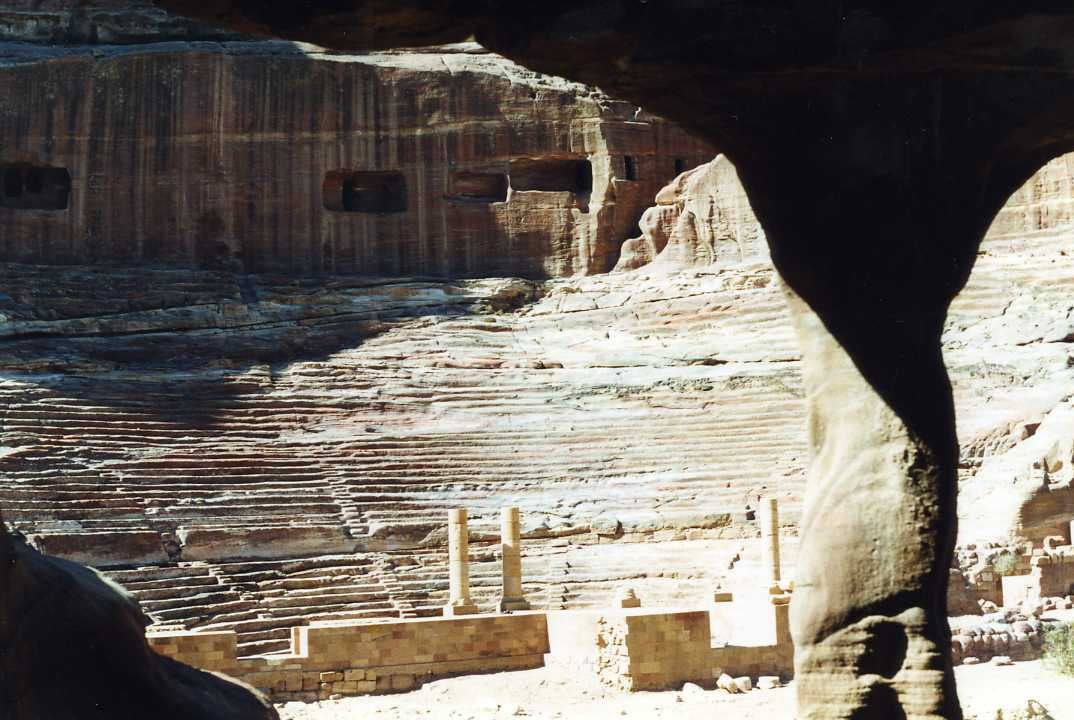
Teatre rupestre de Petra

- El teatre rupestre romà (imatge), amb la graderia també tallada en la roca i capacitat per a 3.000 espectadors.[59]

El complex de les Tombes reials, format per les tombes de l'Urna, la Seda, Coríntia i del Palau:
- Tomba de l'Urna: tallada en una cavitat del penya-segat a manera de pati, el sòl del qual el sostenen dos pisos d'arcades.[60] No hi ha consens sobre el seu ús primitiu, tot i que ha rebut l'apel·latiu de "cort reial de Justícia". Sembla més una capella funerària que una tomba; encara que podria ser la tomba del rei nabateu Malc o Màlic II (70 de).[55][61] L'estil arquitectònic de la tomba té un marcat aire romà, encara que la decoració inclou motius nabateus i hel·lenístics. El pati,de 23 m d'ample, antecedeix la cambra central, de 19 x 21 m.
- Tomba coríntia.[62]
- Tomba del Palau,[63] també coneguda com a "tomba dels Tres Pisos", de grans proporcions. La façana es compon de tres pisos, en la major part realitzada amb tècnica rupestre, però combinada amb una superestructura construïda amb carreus. Inclou quatre cambres, la major d'11 x 8 m. Originàriament les sales estaven arrebossades i policromades.
- El Deir o Monestir (imatge), profundament esculpit en el flanc d'una muntanya de pedra, té 47 m d'ample per 42 m d'alt. Tomba d'un rei, convertida després en un lloc de culte: una gegantesca escultura monolítica amb forma d'edifici. La porta fa 9 m d'alt. L'interior és una cambra cúbica de parets llises, de 13 x 11 m en planta, sense decoració. Al fons hi ha un nínxol. Podria ser la tomba de Rabbel II (71-106). Si el Jazneh és l'alfa, el Deir és l'omega de l'art de Petra, l'últim gran assoliment dels arquitectes nabateus abans de la decadència.

### Turquia

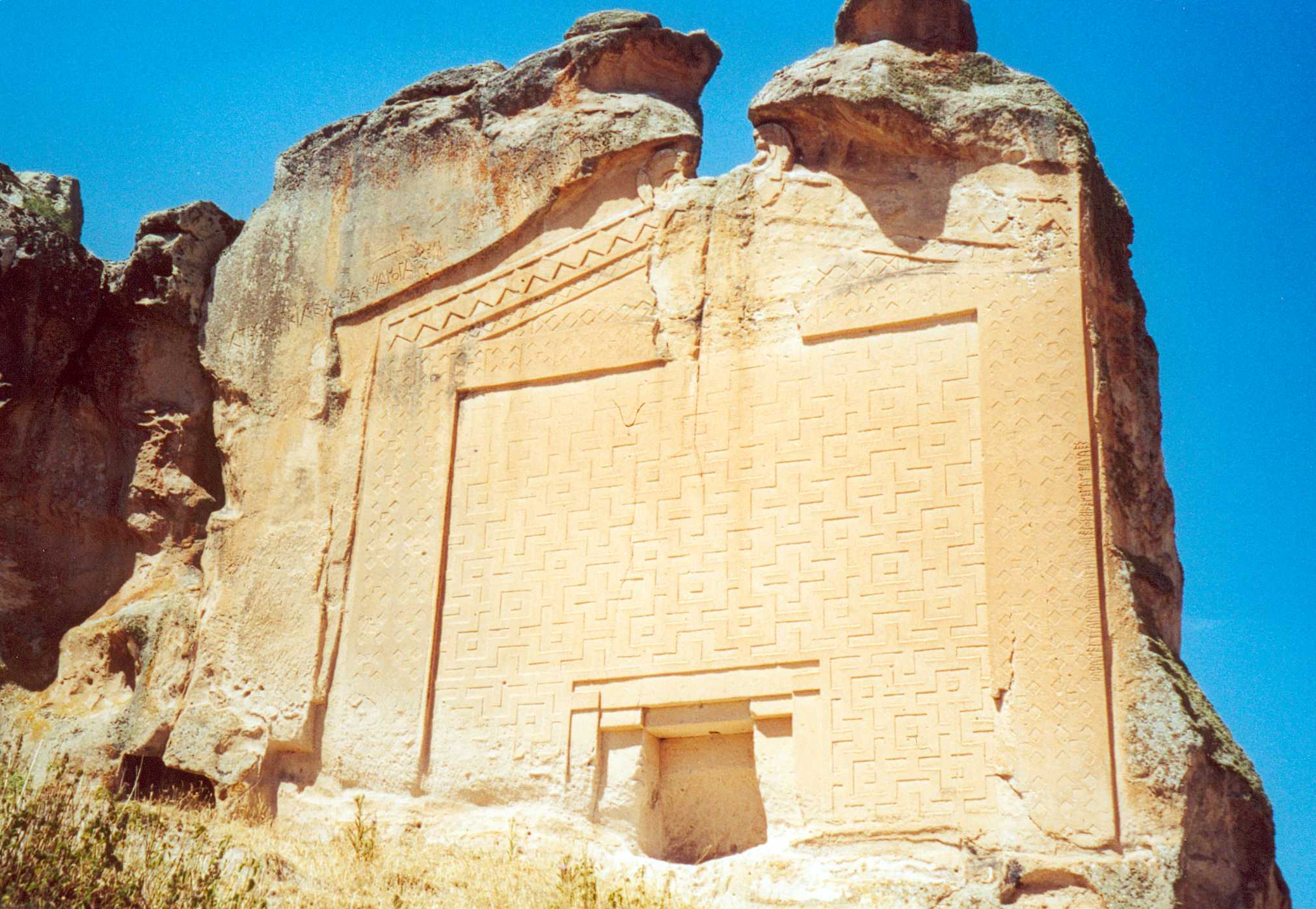
Tomba de Mides

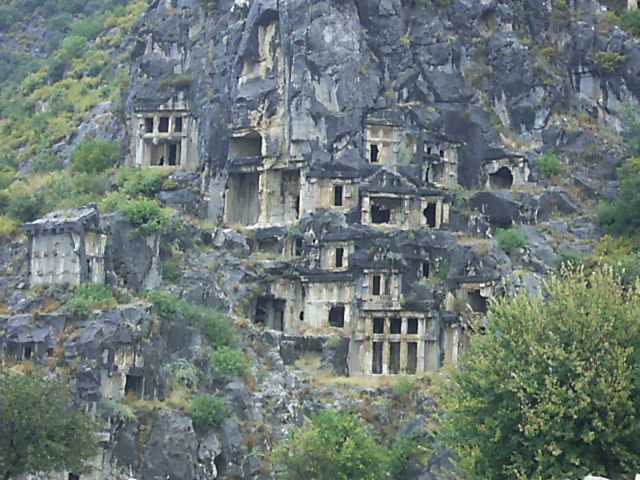
Ciutadella de Mira, civilització lícia

A la península d'Anatòlia (actual Turquia), i en contacte amb la civilització egípcia, es desenvolupà a partir del s. XVIII ae la cultura dels hitites, grans escultors en pedra. L'exemple més notable de la seua arquitectura esculpida en roca és el:
- Santuari de Yazilikaya: meitat excavat i meitat construït, els orígens del qual es remunten al s. XV ae.[5] El temple, l'inicià Hattusilis III (1265 ae-1237 ae) i el continuà Tudhalias IV (1237-1228 ae).

Hereus de l'Imperi hitita foren els estats de Frígia, Cilícia i Capadòcia, encara que també les províncies d'Hattusa i Lícia són riques en aquest tipus d'arquitectura.
Els frigis van establir la seua capital a Gòrdion, on entre els s. VIII i VII ae excavaren temples de tipus mègaron —considerats els antecessors dels temples grecoromans— i diversos mausoleus, altars, nínxols i tombes. Entre les obres rupestres més representatives de la civilització frígia es troben:
- Arslankaya (la Roca del Lleó)[64]
- Mides Sehri o ciutat de Mides: datada del s. VIII o VII ae, i abandonada durant la invasió persa, gaudí d'un segon període de prosperitat entre els s. V i III ae. El monument més cridaner és l'anomenada "tomba de Mides": una façana d'un fals temple de 47 m d'alçada, la porta de la qual condueix a una cambra de poca profunditat.[5]

Els licis s'establiren al sud d'Anatòlia cap al segle xiii ae. Són famoses les seues necròpolis perforades sobre penya-segats, en què es representen esculpides l'arquitectura civil de fusta pròpia de l'època, molt influenciada per l'art grec. L'estil lici és molt geomètric, basat en l'angle recte, i en el seu període tardà incorpora les columnes d'ordre jònic i l'escultura figurativa. S'hi han comptat 1.085 tombes, i els exemples més representatius en són:
- Telmessos, a Fethiye, província de Muğla, imatge
- Pinara[65]
- Xanthos[66]
- Mira (Demre)
- Dalyan (Muğla) imatge

A la regió de Capadòcia se succeeixen al llarg de la història les cultures hitita, neohitita, grega i romana, si bé la majoria de la producció que hi ha sobreviscut fins als nostres dies és d'època cristiana. El sòl d'aquesta zona, format per sediments volcànics, i molt fàcil de perforar, inclou una orografia de formacions pètries sobre la qual s'han esculpit esglésies, monestirs i veritables ciutats subterrànies, amb predomini de l'estil romà d'Orient, imitat en la talla de la roca, i també amb influències del cristianisme armeni i sirià, com s'aprecia per l'ús de la volta de canó i l'absis en ferradura propis de les basíliques paleocristianes.
Les esglésies i monestirs més antics daten del s. IV i es continuaren construint fins a l'arribada de l'islamisme al segle xiii: s'hi han comptat fins a 150 d'aquestes construccions. D'altra banda, a partir del s. VII, a causa de les freqüents incursions àrabs, la població es refugià en assentaments troglodítics, més fàcils de defensar, i crearen autèntiques ciutats subterrànies. Se'n coneixen 37, que donaren recer a unes 100.000 persones, i els assentaments més representatius són els de:
- Kaymakli
- Derinkuyu

L'assentament de Derinkuyu arribà a tenir fins a 20 nivells de profunditat, amb una extensió total de diversos quilòmetres quadrats. Tenia, entre d'altres cambres, una capella cruciforme de 20 per 9 m, i estava connectat subterràniament amb Kaymakli, un poblat més antic, mitjançant un corredor de 9 km. Una peculiaritat en l'arquitectura d'aquestes ciutats és l'absència de façanes o de decoració exterior: tot l'esforç se centra en els interiors.
Amb el temps, també les esglésies cristianes foren envaïdes per la població i readaptades com a habitatges, estables o graners. La vall de Zelve és un exemple d'aquest fenomen, que va perviure fins a mitjan s. XX, quan les autoritats obligaren la població a abandonar els assentaments. La zona de Göreme, on s'agrupa gran quantitat d'aquest tipus d'arquitectura, ha estat convertida en un Parc nacional i declarada Patrimoni de la Humanitat l'any 1985.

### Ucraïna
Entre altres, hi destaca el monestir excavat:
- Uspensky, l'origen de la qual podria remuntar-se al segle viii.

### Altres estats
- Austràlia: Coober Pedy (imatge): habitatges i esglésies subterrànies.
- Tunísia: cases troglodites de Matmata.
- Bolívia: fort de Samaipata, amb nínxols i petròglifs que es diu que formen la pedra més gran esculpida del món.[68] Realitzats per una cultura precolombina al voltant de l'any 300 de.[68]
- França: hi és coneguda l'església parcialment rupestre de Sent Milion (imatge), encara que l'estat conté gran quantitat d'obres menors, excavades durant l'edat mitjana amb finalitats defensives i d'ocultació.[3]
- Grècia: monestirs semirupestres a Meteora (segle xiv).
- Líbia: ciutat excavada de Nalut (imatge).